# Vigneti della Borgogna
I vigneti della Borgogna sono una grande zona vinicola della regione francese della Borgogna-Franca Contea nei dipartimenti di Yonne, Côte-d'Or e Saona e Loira. Si estendono per oltre 250 km., dal nord di Chablis al sud di Mâconnais.
Frutto di una lunga storia, la Borgogna e i suoi vini sono conosciuti in tutto il mondo. Con dei vigneti fortemente frammentati e una qualità dei vini abbastanza eterogenea a seconda delle denominazioni, "climat" secondo il termine locale, ma anche delle tenute, delle case commerciali e delle cantine sociali, la Borgogna deve comunque affrontare la sfida della globalizzazione. Dal 2015 i "climat" dei vigneti di Borgogna sono iscritti nella lista del Patrimonio dell'umanità dell'UNESCO.
Comprendono 84 denominazioni di origine controllata (AOC): sei denominazioni "regionali", 45 denominazioni "comunali" (con 562 denominazioni "premiers crus" su queste denominazioni "villaggio") e 33 denominazioni "grands crus". La superficie dei vigneti è di 29.500 ettari, dei quali 25.000 AOC. La produzione annua di vino è di 1.500.000 ettolitri, con circa 200.000.000 bottiglie commercializzate. La Borgogna produce vini rossi, a base di vitigni pinot nero e gamay, e vini bianchi a base di chardonnay e aligoté. Produce essenzialmente vini bianchi, visto che il 60,5% della produzione è rappresentato da questi, il 31,5% da vini rossi e rosé e l'8% da crémant.

## Storia

### Epoca celtica e gallica

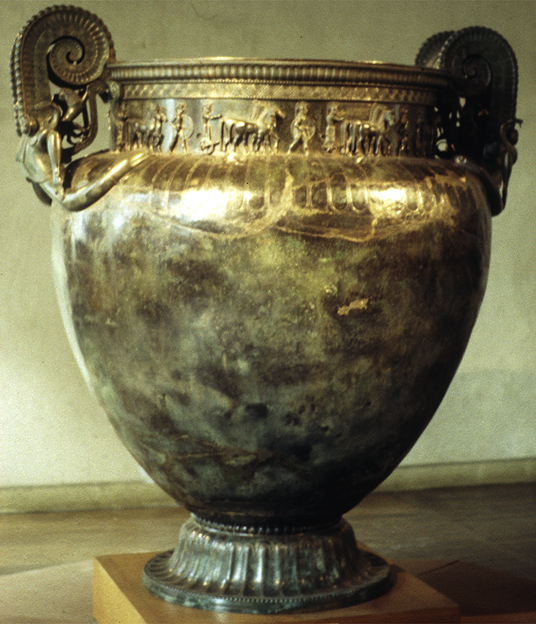
Cratere di Vix del VI secolo a.C. (grande vaso di bronzo utilizzato dai Celti per contenere e consumare il vino) Musée du Pays Châtillonnais di Châtillon-sur-Seine.

Il famoso Cratere di Vix del VI secolo a.C., di Vix nella Côte-d'Or, è il vaso più importante, trovato fino ad oggi, in tutta l'antichità, e uno dei più antichi reperti archeologici storici conosciuti fino ad oggi, di conservazione e consumo di vino in Borgogna e in Francia. Questo lussuoso vaso in bronzo del Musée du Pays Châtillonnais a Châtillon-sur-Seine, veniva utilizzato per contenere e consumare grandi quantità di vino durante le feste celtiche. Si trovava nella Tomba di Vix (Tomba del carro del mondo celtico di una principessa celta "Lingona" della civiltà di Hallstatt, nel Palazzo di Vix nell'Oppidum di Mont Lassois del VI secolo a.C.).

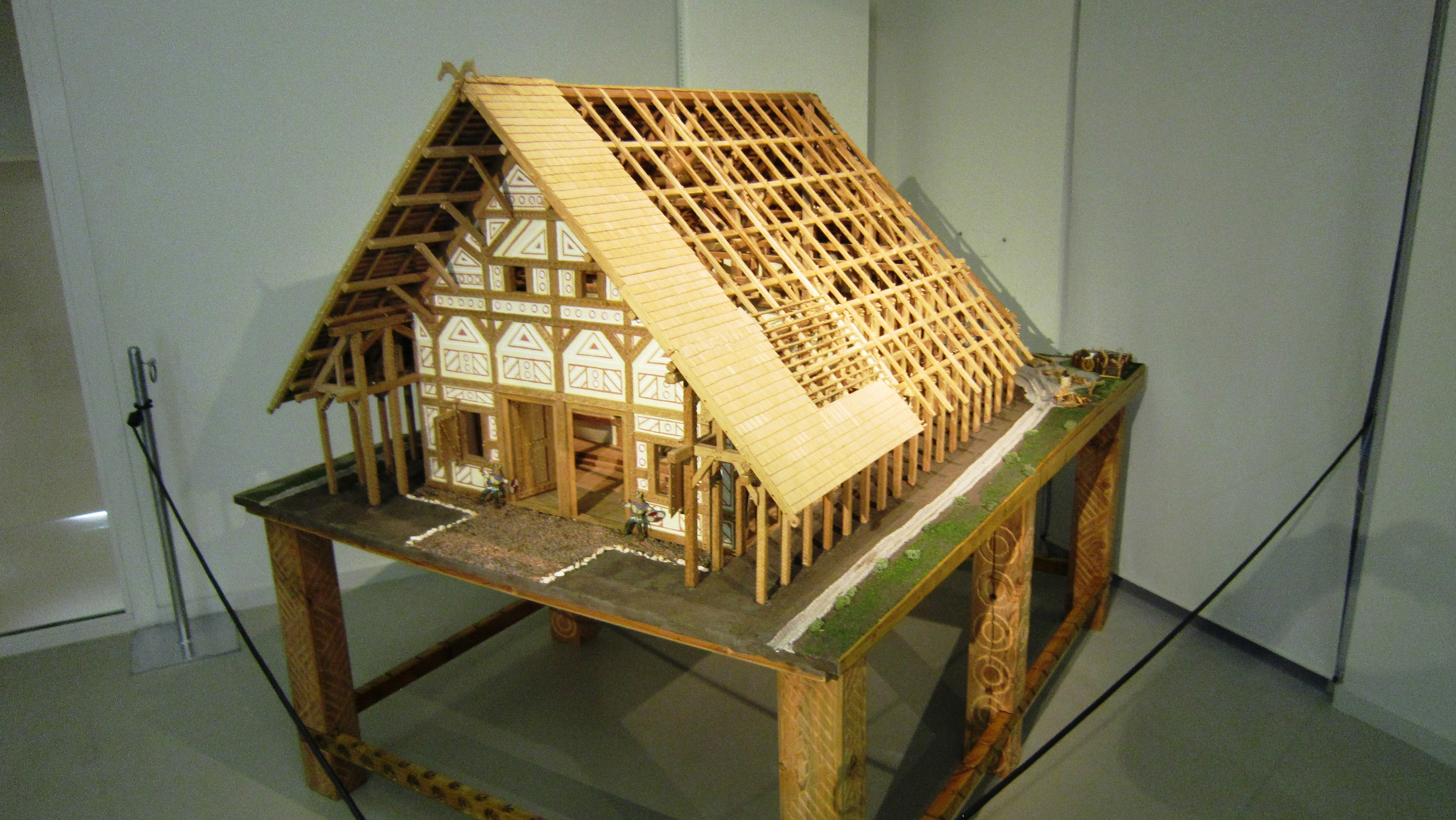
Palazzo di Vix, VI secolo a.C.
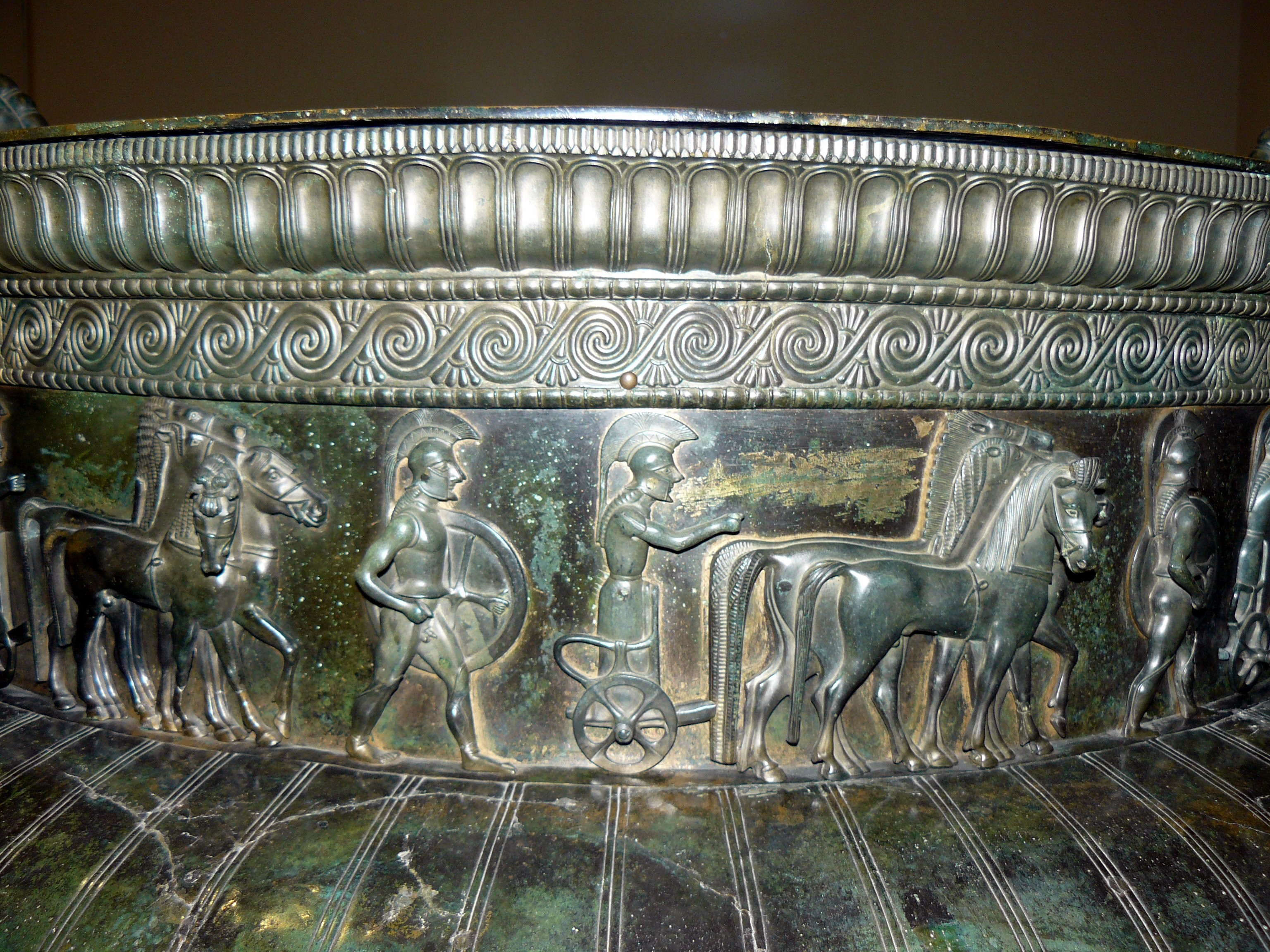
Dettaglio del Cratere di Vix
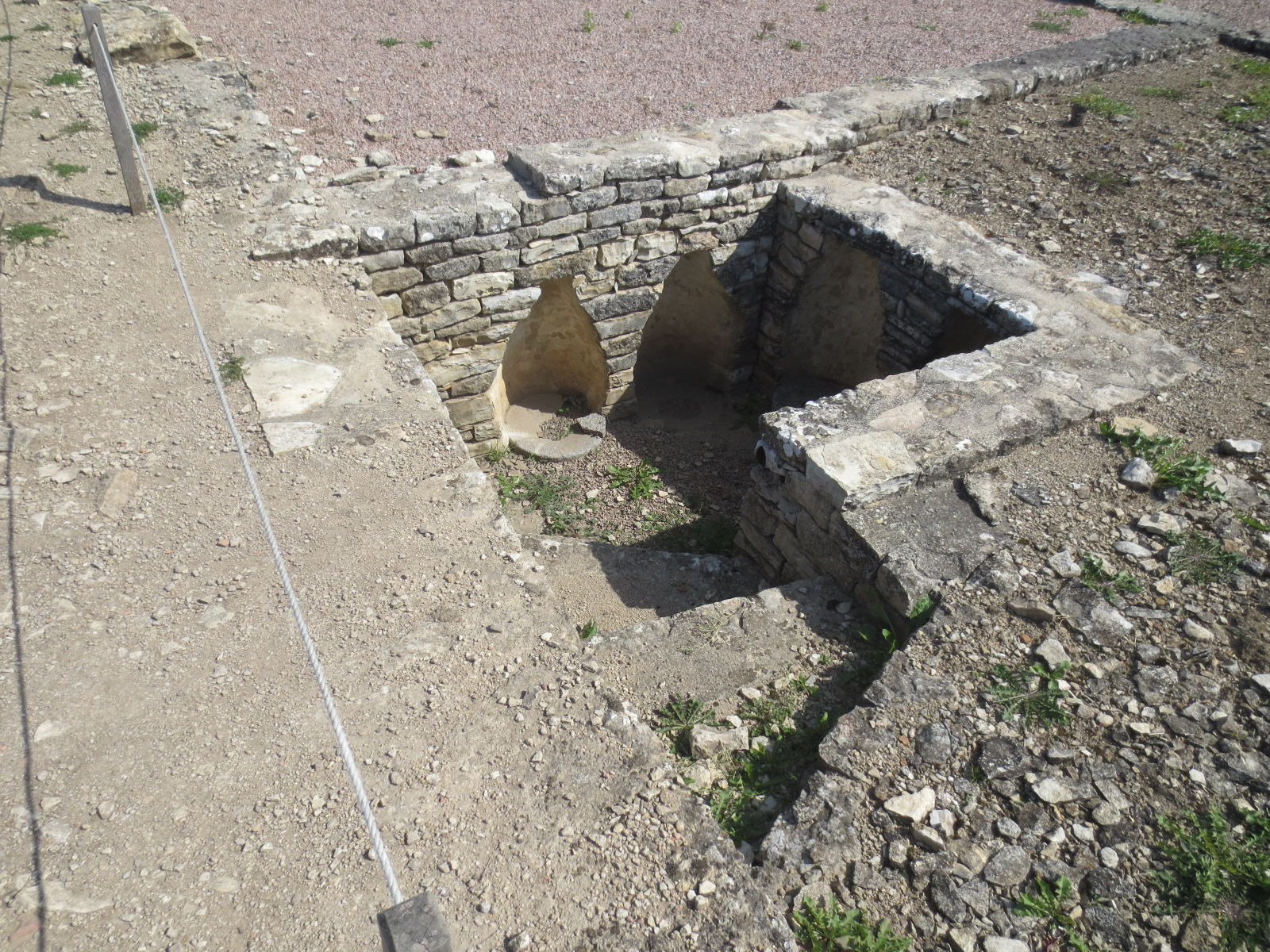
Vestigia di una cantina per anfore di vino del sito archeologico di Alesia

Sul sito archeologico di Alésia rimangono numerose vestigia della "cantina della tradizione borgognona", poi gallo-romana, tra cui la cantina conosciuta come "delle anfore", dell'oppidum dei Mandubi fondato nel V secolo a.C. sulla rotta commerciale verso il porto di Massalia (l'antica Marsiglia) fondata dall'antica civiltà focese che introdusse il vino e la cultura della vigna in Francia nel VII secolo a.C. Innumerevoli anfore per vino della civiltà celtica degli Edui si trovano anche nell'oppidum di Bibracte del I secolo a.C. sul Monte Beuvray nel Morvan.

### Epoca gallo-romana e invasioni barbariche

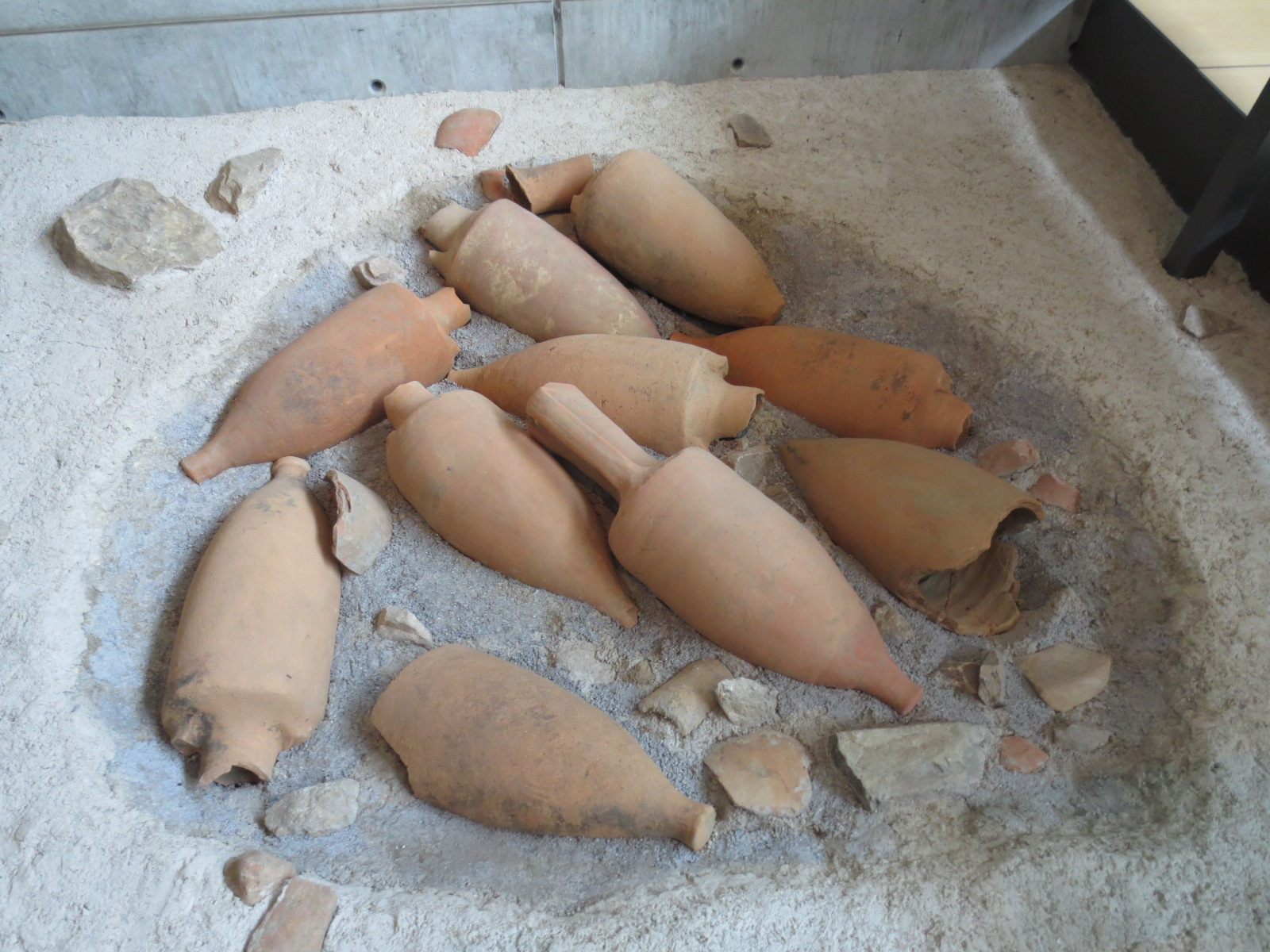
Anfore da vino degli Edui, al museo della civilizzazione celtica di Bibracte nel Morvan.

Ancora non si sa con precisione chi abbia introdotto le prime piantagioni di vite in Borgogna. Nella sua Histoire de la campagne française, Gaston Roupnel afferma che la vite fu introdotta in Gallia nel VI secolo a.C. "dalla Svizzera o dai passi del Giura" per coltivarla sulle pendici delle valli dei fiumi Saona e Rodano. Per altri furono i Greci ad essere all'origine della coltura della vite, provenienti dal Sud, ma nessuno contesta l'importanza che assunse molto presto sul suolo della Borgogna come testimoniano alcuni rilievi del Museo archeologico di Digione. Dal II secolo a.C., i romani mantennero ottimi rapporti con le città galle degli Edui e dei Lingoni. Il vino prodotto sulla costa tirrenica dell'Italia centrale veniva esportato fino a  Cabillonum. Questa città era allora un  porto fluviale molto importante. Una draga, mentre ripuliva il letto del fiume, portò alla luce 20.000 pezzi di anfore datati precisamente all'anno 130 a.C. Nell'oppidum di Bibracte, capitale degli Edui, gli scavi hanno dimostrato che esisteva una forte importazione di vini da Campania, Lazio ed Etruria. Al più tardi, intorno all'anno 50, la viticoltura si diffuse nel futuro territorio borgognone, comme attestato dalla datazione di oggetti trovati nella villa gallo-romana di Tuillières a Selongey e i vigneti gallo-romani di Gevrey-Chambertin.

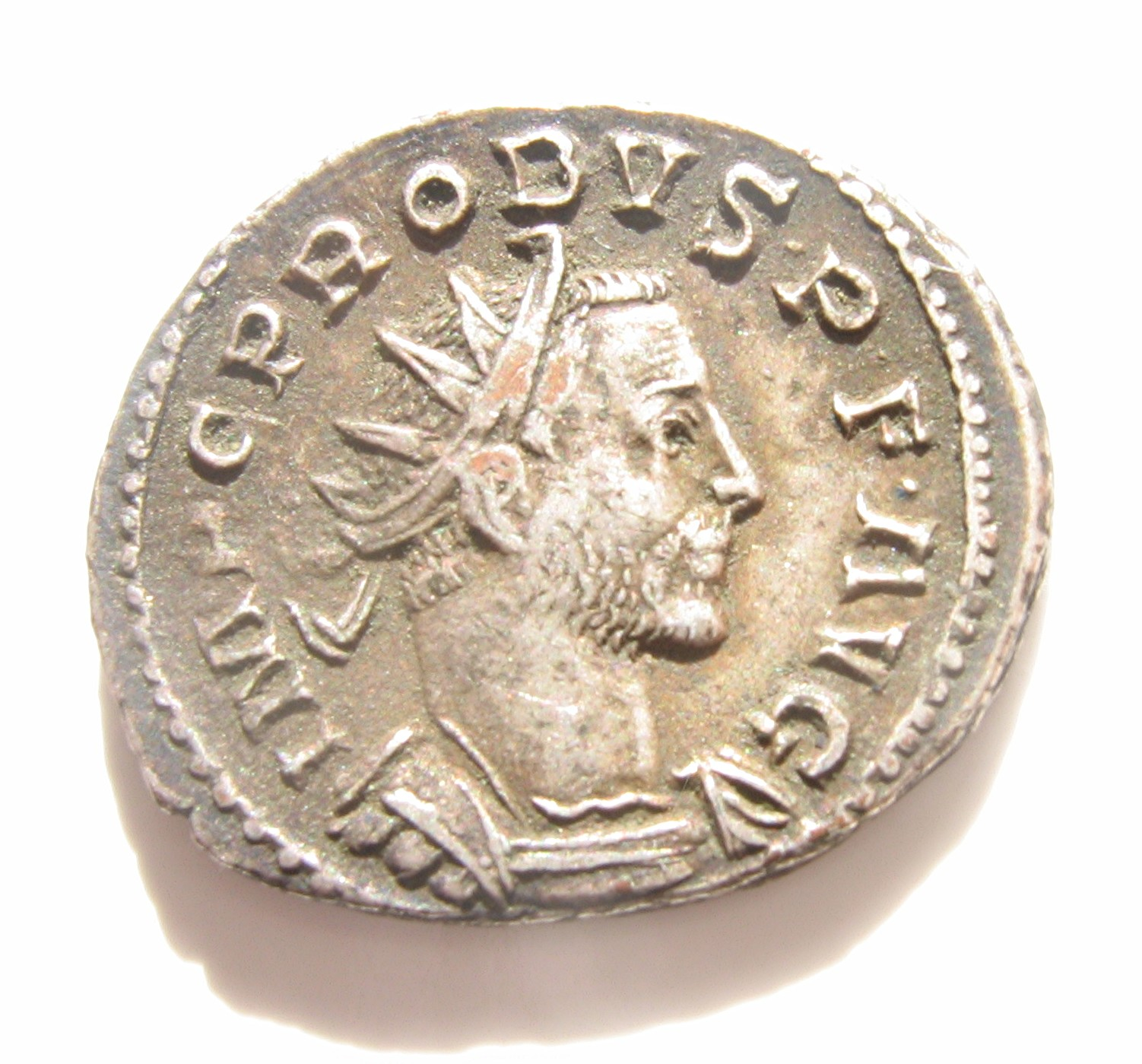
Moneta dell'imperatore romano Probo (circa 232-282).

I romani trovarono dei vigneti quando occuparono la Gallia; Columella e Plinio il Vecchio li citarono elogiandoli. Il primo vitigno citato è stato il vitis allobrogica, nome dato in quanto coltivato dagli Allobrogi nella regione che andava dal Delfinato al Lago Lemano. Questo vitigno è stato considerato da Louis Levadoux come un antenato del mondeuse nero (proto-mondeuse) e del syrah. Lo studio del gruppo di Jean-Marie Boursiquot dell'Institut national de la recherche agronomique di Montpellier, ha poi dimostrato che il pinot nero è il "bisnonno" del syrah e il "padre" dello chardonnay B e del gamay R. Anche se questi studi non consentono di confermare l'esistenza del Pinot sin dall'epoca romana, consentono di provare la sua precedenza su alcuni vitigni di questa regione di cui è il capostipite.

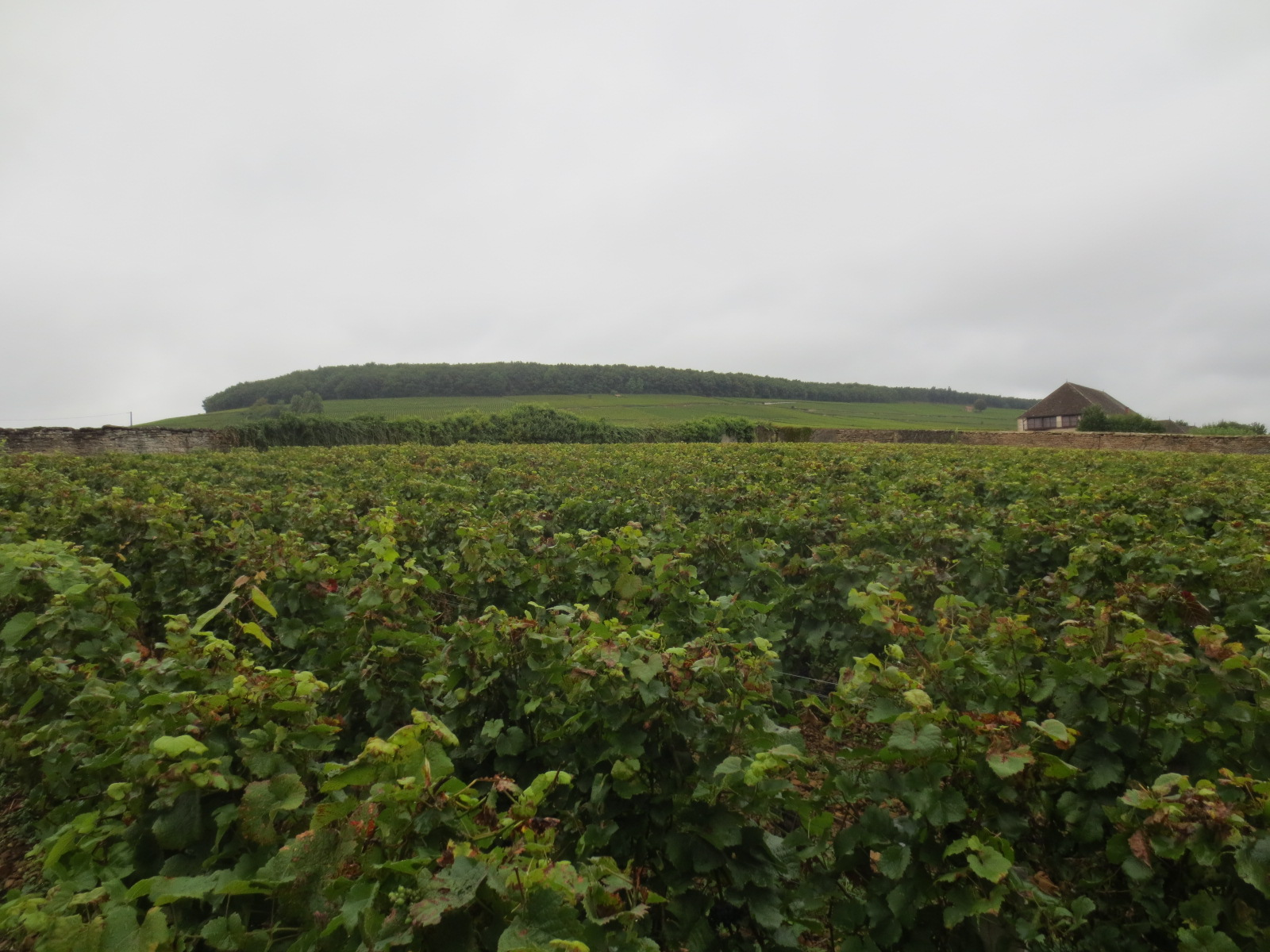
Vigneti di Corton, dell'imperatore Carlo Magno nell'VIII secolo, attuale Corton-charlemagne dello Château de Corton André a Aloxe-Corton.

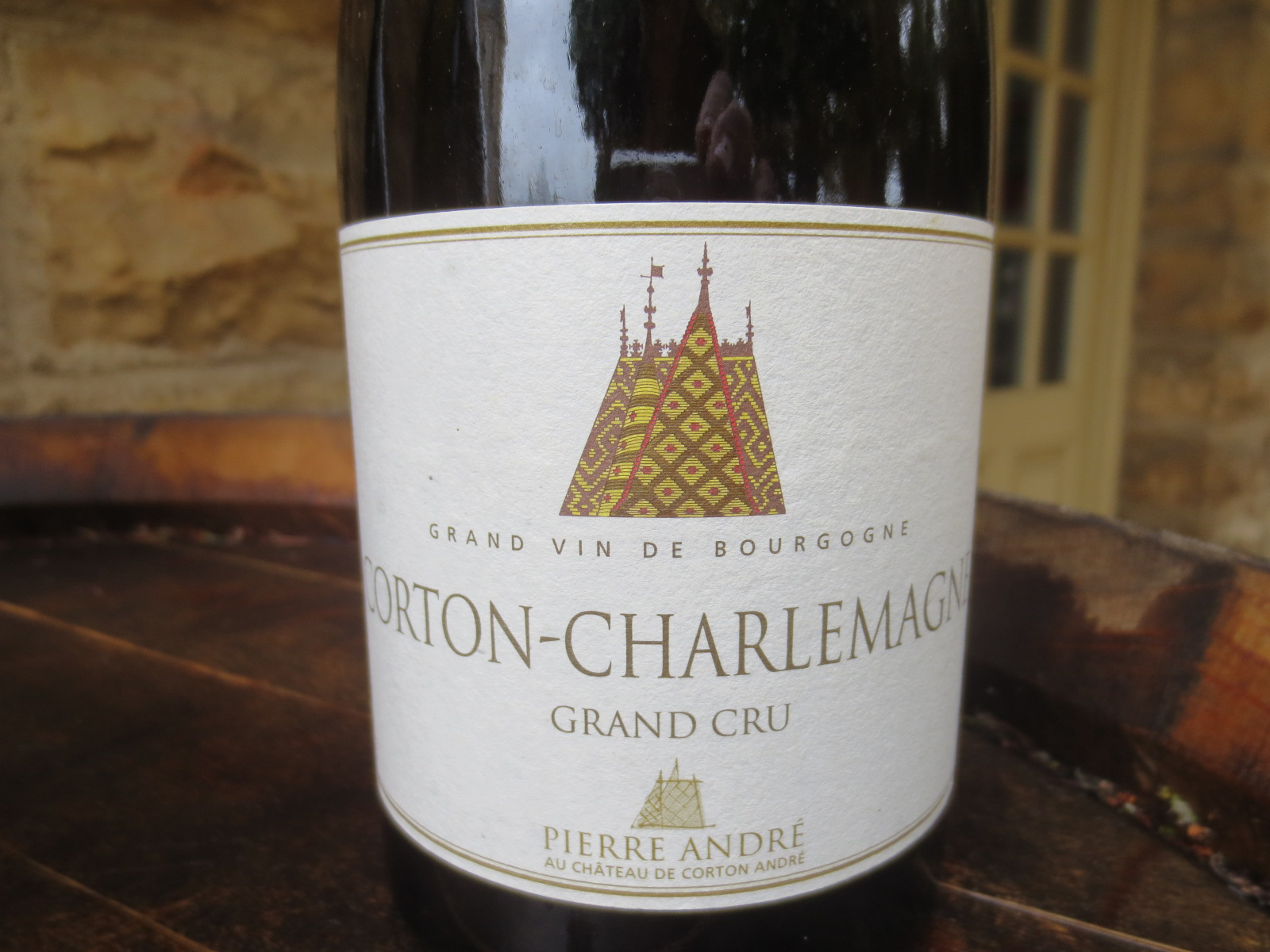
Corton-charlemagne dell'imperatore Carlo Magno dello Château de Corton André a Aloxe-Corton.

L’editto dell'imperatore Domiziano, del 92, impose la protezione imperiale. Impediva l'impianto di nuove vigne fuori dall'Italia e imponeva di sradicare parzialmente le viti dalle sponde del Mediterraneo e in Borgogna per evitare la concorrenza. Tuttavia, il vigneto risultante era sufficiente per le esigenze locali.. L'imperatore Probo annullò questo editto nel 280 e la viticoltura locale della regione si sviluppò sotto l'Impero romano. La Borgogna divenne un quadrivio, un luogo di transito per il commercio. Rivolgendosi all'Imperatore Costantino, ad Autun, Eumenio evocò i vitigni coltivati nella regione di Beaune qualificandoli già "ammirevoli e antichi". Nel 312, uno dei suoi discepoli realizzò la prima descrizione dei vigneti della Côte-d'Or. Gli Edui di Pagus Arebrignus avevano approfittato del passaggio di Costantino per omaggiarlo e presentargli le loro dolenze.
Molto presto emerse la scelta dei migliori "terroir". I patrizi della grande città di Autun possedevano i loro vigneti intorno a Beaune e Digione. Gregorio di Tours specificava inoltre, alla fine del VI secolo, che il suo bisnonno, Gregorio, vescovo di Langres, preferì restare vicino a Digione che aveva "verso il sole al tramonto pendii molto fertili ricoperti di viti". I Burgundi, arrivarono nel VI secolo e diedero un nuovo impulso alla cultura della vite. Pare avessero pubblicato un primo regolamento sulla vite, che concedeva la terra a chi avesse piantato la vite in una zona deserta.. Nel 581, Gontrano (re dei Burgundi) donò le sue vigne di Digione al monastero di Saint-Bénigne e alla sua congregazione di monaci. Ma a seguito delle invasioni barbariche, l'economia viticola della Borgogna subì gravi danni; al ritorno della normalità, nel X secolo, il regno franco, che Carlo Magno aveva lasciato ai suoi eredi, era stato parcellizzato e aveva perso tutto il suo antico splendore.

### Medioevo e periodo d'oro dei duchi di Borgogna

#### Sulla scia del cristianesimo

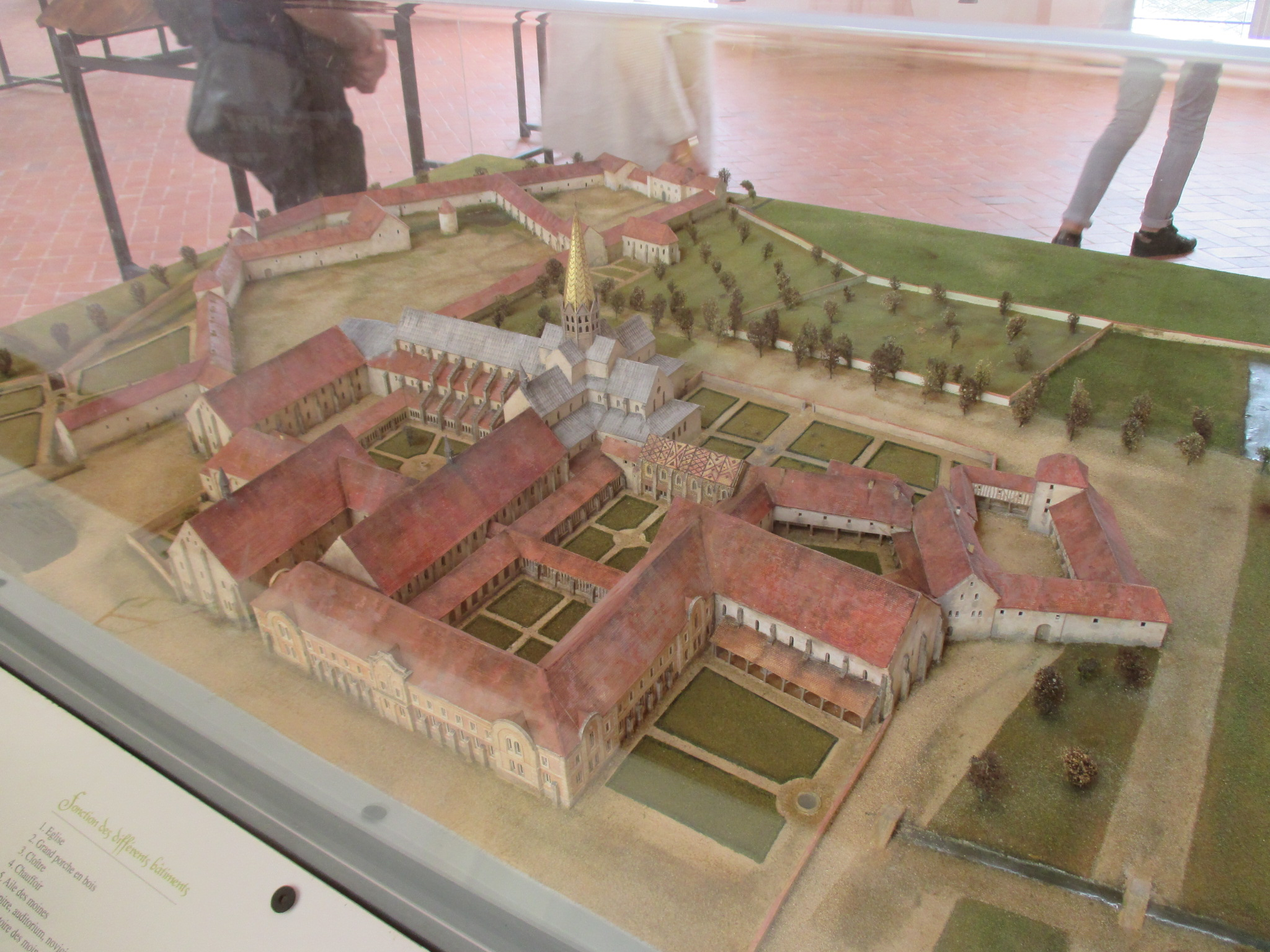
Plastico dell'abbazia di Cîteaux nel XVII secolo.

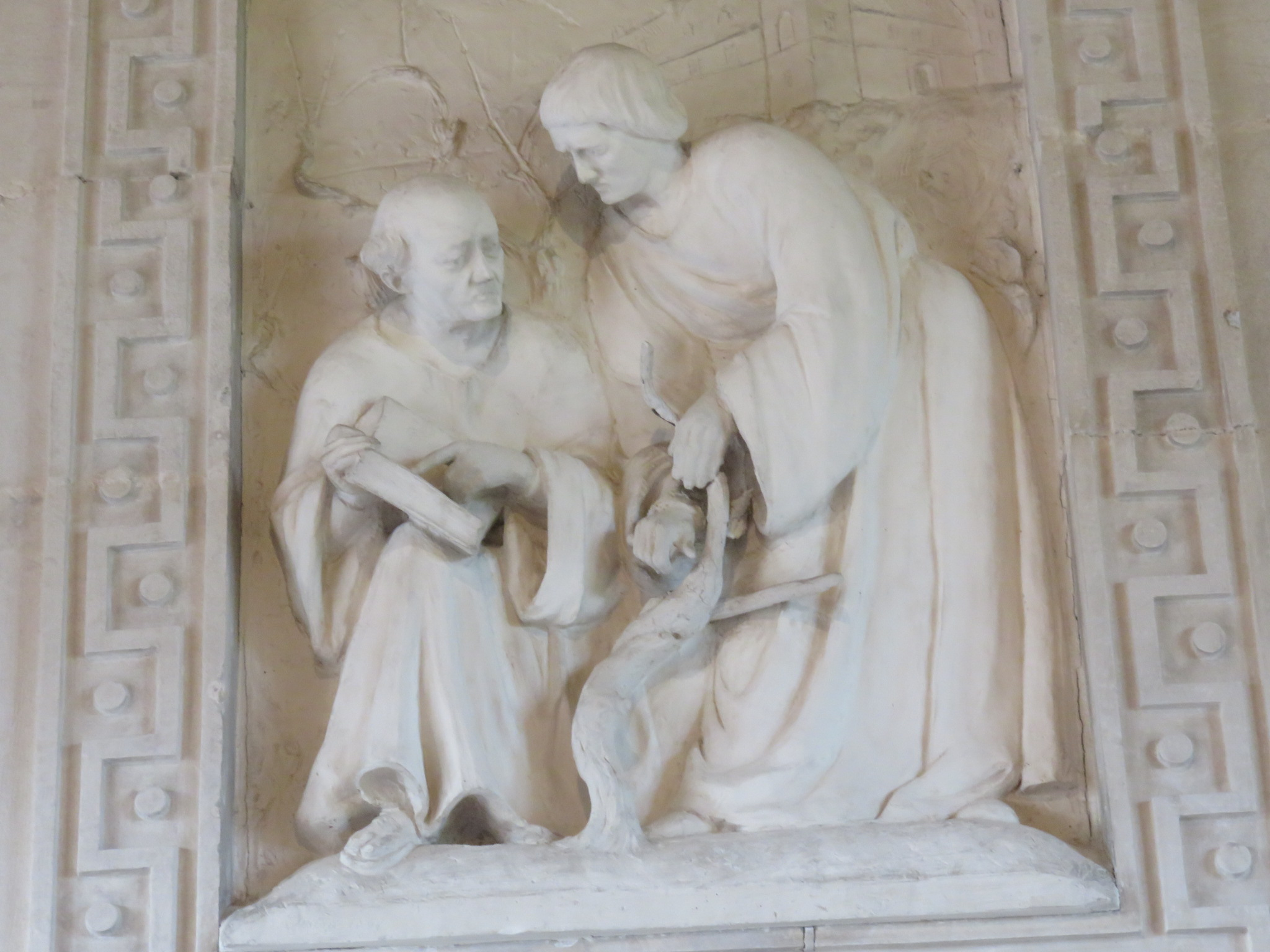
I monaci borgognoni, tra gli altri, delle abbazie di Cluny e Cîteaux, svilupparono i vigneti della Borgogna attraverso le loro numerose grange dell'Abbazia di Saint-Vivant de Vergy, dello Château de Gilly-lès-Cîteaux e dello Château du Clos de Vougeot.

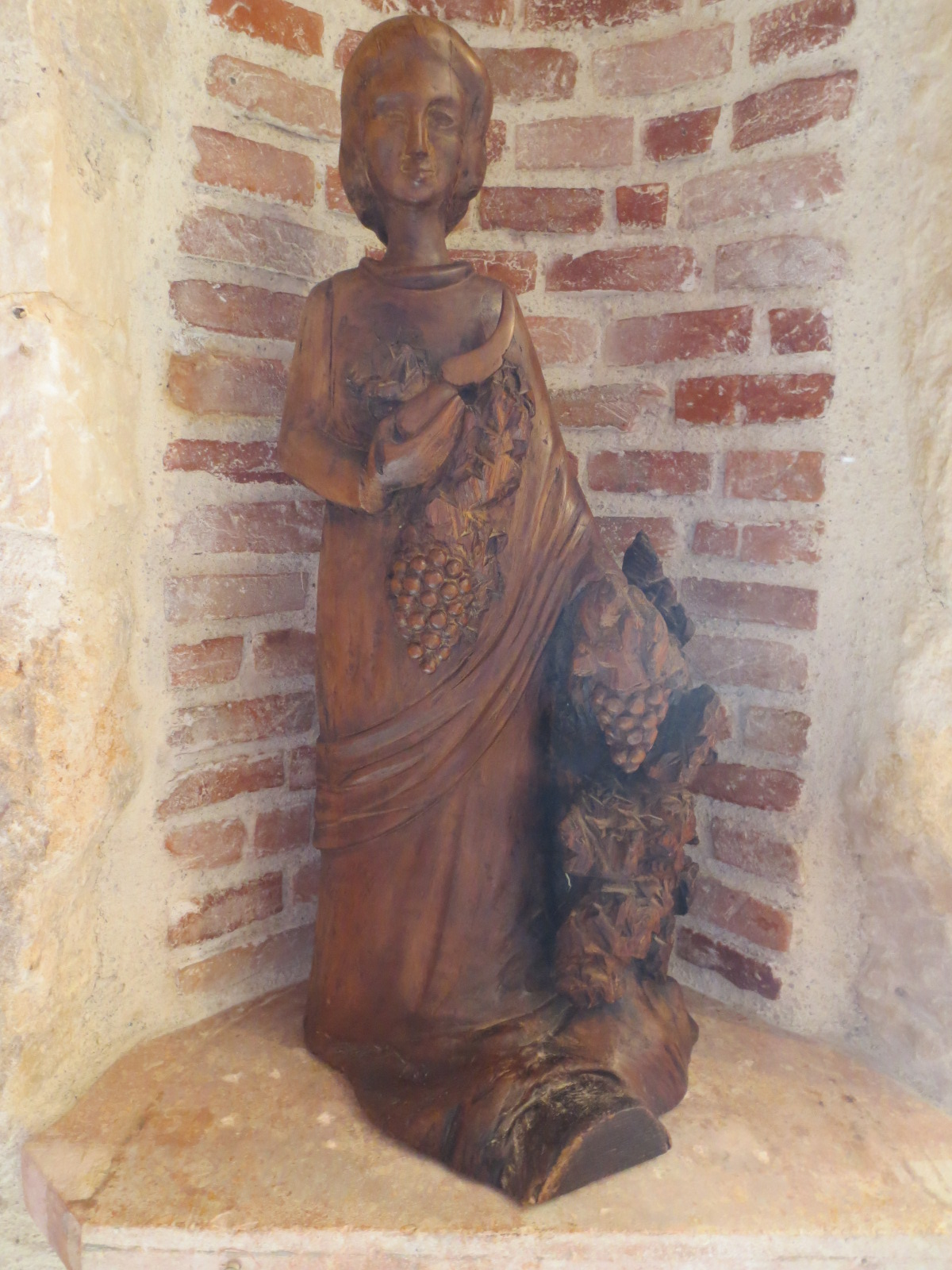
Vincenzo di Saragozza, santo patrono dei vignaioli borgognoni.

Dall'inizio del VI secolo, l'affermarsi del cristianesimo aveva favorito l'ampliamento del vigneto con la creazione di importanti tenute annesse alle abbazie. In quei tempi di guerra, le comunità religiose godevano di una protezione che permetteva loro di tramandare l'esperienza di generazione in generazione. Due di queste abbazie non erano solo di importanza locale ma anche europea: l'abbazia di Cluny (fondata nel 909) per il Mâconnais e lo Chalonnais, e l'abbazia di Cîteaux (fondata nel 1098) con i vigneti della Côte-d'Or, per i chalonnais e i chablisien. Era il periodo della nascita dei clos. Il clos di Bèze fu fondato tra il 630 ed il 640, quello di Vougeot nel 1115 e quello di Tart nel 1141. Già nel 867, il capitolo della cattedrale di Saint-Gatien de Tours ottenne in dono da Carlo il Calvo un vigneto a Chablis. A partire dal 1214, i cistercensi dell’abbazia di Pontigny, la seconda filiale di Cîteaux, ottennero una vigna nel territorio di Chablis.
Durante il pontificato di Papa Clemente VI (1342-1352), per soddisfare colui che fu il più sontuoso pontefice di Avignone, i cistercensi borgognoni suddivisero i loro vigneti in tre "climat" al fine di selezionare la "cuvée du pape". Questo favore per un vino rosso era una novità nel XIV secolo; i vini più apprezzati fino ad allora erano stati i bianchi. Il ruolo svolto dalla  Corte pontificia di Avignone in questo cambiamento di gusto fu essenziale. Infatti il vino di Beaune, compreso il clos-vougeot, discese verso il sud lungo i fiumi Saona e Rodano. Per raggiungere Parigi, doveva attraversare la Côte in carro fino a  Cravant per raggiungere il fiume  Yonne. Questo vino fu ancora al centro della vita pontificia di Avignone nel 1364, quando Papa Urbano V minacciò di scomunica Jean de Bussières, abate di Cîteaux, se avesse continuato a fornire clos-vougeot ai suoi cardinali che rano riluttanti a raggiungere Roma. Ma poco dopo la sua incoronazione, nel dicembre 1370, Papa Gregorio XI, che aveva ricevuto dal duca di Borgogna trentasei botti di vino di Beaune, annullò la minaccia di scomunica e autorizzò nuovamente l'abate di Cîteaux a rifornire la sua corte di Clos-Vougeot. Immediatamente, Jean de Bussières inviò ad Avignone trenta botti della sua ultima vendemmia. Questo nobile gesto venne premiato con la porpora cardinalizia.

#### I duchi di Borgogna e l'organizzazione della produzione

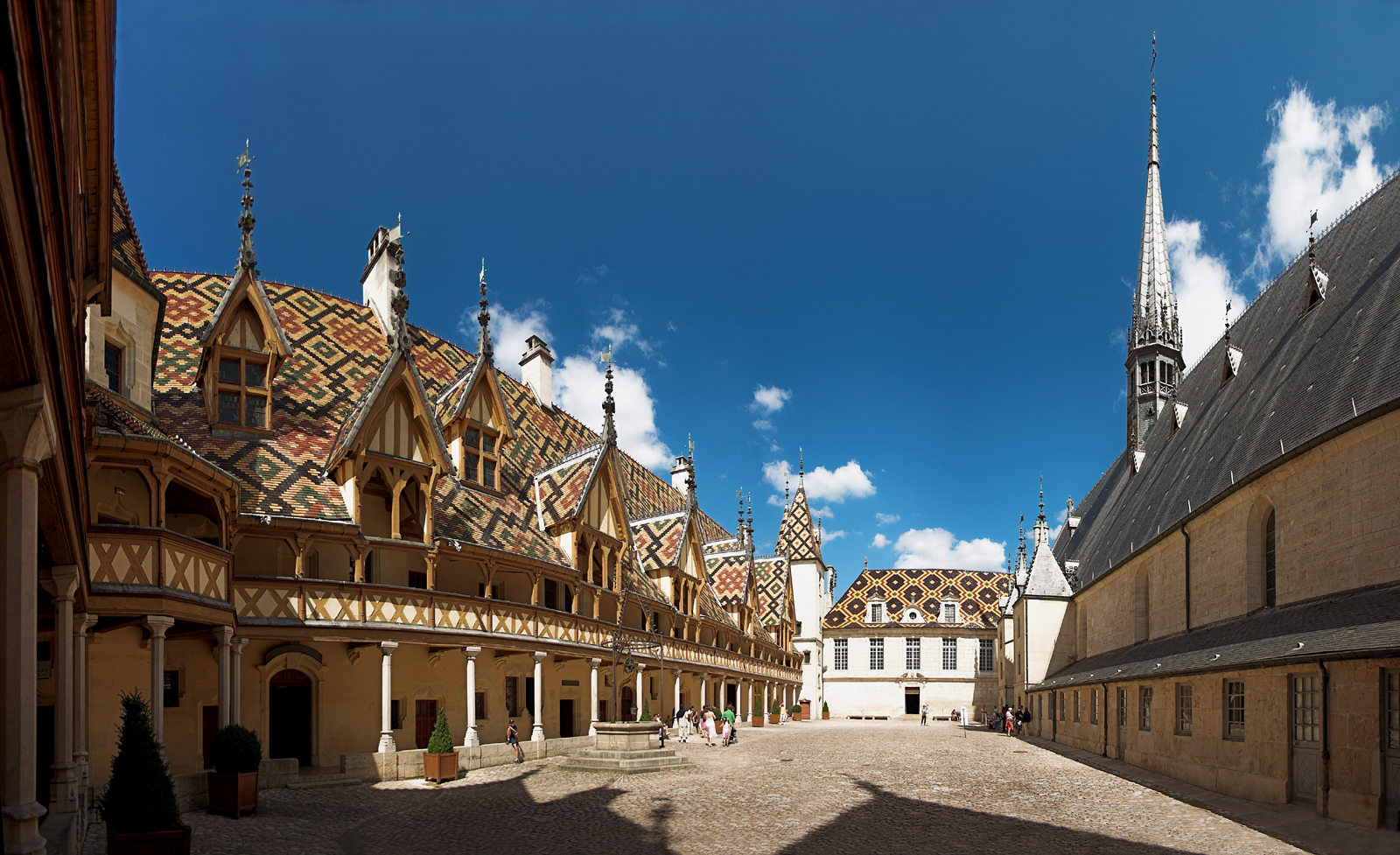
I tetti policromi degli hospices de Beaune.

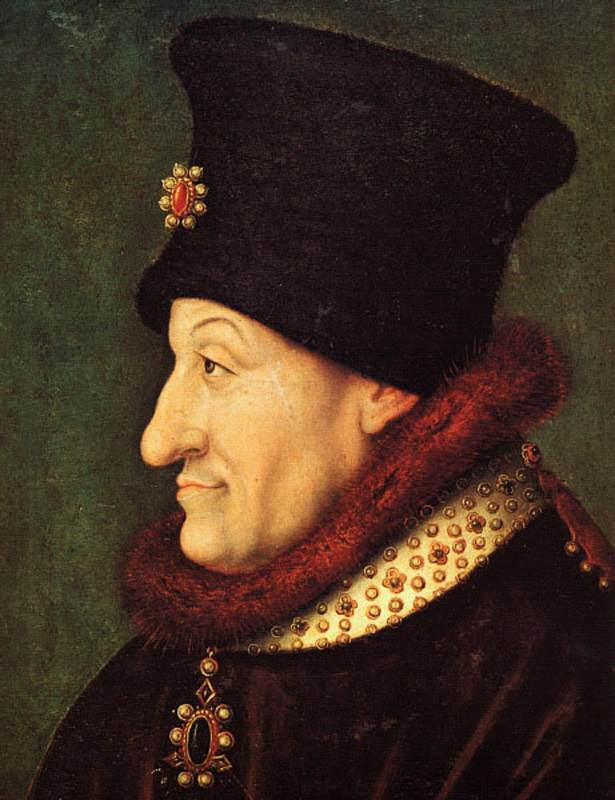
Il duca di Borgogna, Filippo II.

Fu sotto il regno di quattro duchi di Borgogna (1364-1477) che vennero emanate le regole intese a garantire un elevato livello di qualità. Nell'anno 1395, Filippo II decise di migliorare la qualità dei vini e bandì la coltivazione del "vile e sleale gamay" a favore del pinot nero nelle sue terre.. Fu uno dei precursori della Appellation d'origine contrôlée (AOC) introdotta molto prima del tedesco "Reinheitsgebot" che definiva gli ingredienti consentiti nella produzione di birra in Germania. Nel 1416, Carlo VI fissò con un editto i limiti di produzione del vino di Borgogna. Nel XIV e XV secolo, la dinastia Valois dei duchi di Borgogna governò l'arte e il gusto di gran parte dell'Europa. Filippo II di Borgogna, noto come “Filippo il Temerario”, ricevette in dote le Fiandre dal suo matrimonio con Margherita III di Fiandra. Continuò così una politica matrimoniale già delineata dal suo predecessore Filippo I, una politica perseguita dai suoi successori e che in pochi decenni portò alla costituzione dello Stato della Borgogna.

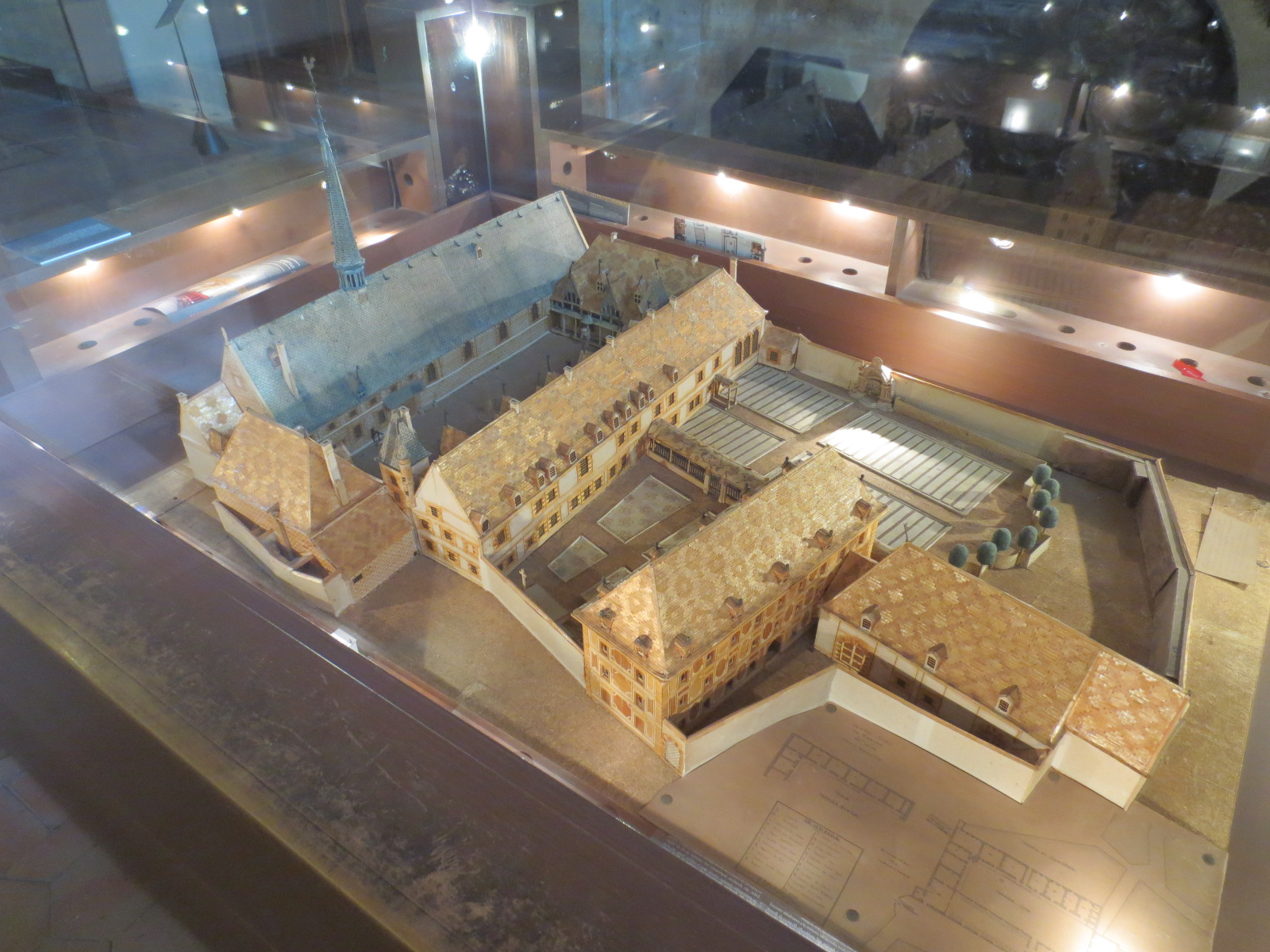
Gli ospizi di Beaune.

Nel 1422, secondo notizie degli archivi, la vendemmia, nella Côte de Nuits, avvenne in agosto. Anche se Giovanni senza Paura, Filippo III di Borgogna (detto "Filippo il Buono") e Carlo il Temerario trasferirono le loro corti ad Anversa, Bruges, Bruxelles, Gand, Liegi e Malines, non trascurarono mai i loro vigneti da cui traevano enormi profitti economici e politici perché tutti i loro contemporanei ritenevano che in Borgogna ci fossero "i migliori vini della cristianità". Nicolas Rolin, cancelliere di Filippo il Buono, e sua moglie, Guigone de Salins, decisero di creare un ospizio per i poveri ma esitarono sul luogo dove crearlo, se ad Autun o a Beaune. Quest'ultima città fu scelta perché luogo di grande traffico e per l'assenza di una grande fondazione religiosa. Così nacque sulla carta, il 4 agosto 1443, l'Hospices de Beaune. Gli ospizi divennero rapidamente proprietari di una grande tenuta vinicola grazie a donazioni (la prima nel 1457, da Jehan de Clomoux, lascito di 4 ettari a Pouilly-Fuissé) e le eredità dei ricchi signori borgognoni, a partire dal 1471, vigneti che sono rimasti di loro proprietà fino ad oggi.
Nel XV secolo, il commercio del vino del Ducato di Borgogna era in piena espansione. Da Chenôve, dove si trovavano i torchi dei duchi, a Rully e Mercurey, le viti, sempre più coltivate, davano vini sempre più ricercati. Pertanto, Fiandre e Inghilterra li acquistavano a caro prezzo. Nel 1461, in occasione della consacrazione di Luigi XI di Francia, Filippo il Buono gli fece dono di 24 carri di vini di Beaune e di Germolles. Nel 1477, quando morì Carlo il Temerario, i vigneti di Borgogna furono annessi dalla Francia, sotto il regime di Luigi XI.

### Periodo moderno
Nel 1652, di fronte alla facoltà di medicina, dei medici discussero una tesi secondo cui "il vino di Beaune è la bevanda più salutare e anche più piacevole"; questa frase segnò l'inizio della battaglia dei vini tra Burgundi e Champenois. Nel 1693 Guy-Crescent Fagon, medico personale del re di Francia, prescrisse a Luigi XIV vini di Borgogna per la sua dieta. Questo farmaco avrebbe dovuto alleviare i suoi attacchi di gotta. Inoltre, consigliò al suo paziente reale di non bere champagne, che secondo lui era stato uno dei motivi della sua gotta. Questo consiglio provocò un conflitto di pamphlét. Il 5 maggio 1700, un giovane medico, il signor Le Pescheur, contrattaccò, di fronte ai professori dell'Università di Reims sviluppando la tesi dal titolo Sulla preminenza del gusto e della salubrità del vino di Champagne sul vino di Borgogna. La risposta giunse dai fratelli H. e J. B. Salins, dottori in medicina a Digione dell'Università di Angers. Pubblicarono una tesi in "Difesa del vino di Borgogna contro il vino Champagne confutando quanto avanzato dall'autore della tesi difesa alle Scuole di Medicina di Reims il 5 maggio 1700". Fu loro risposto, nel 1739, da Jean François della regione dello Champagne, con una nuova tesi sotto forma di opuscolo, che accusava i vini di Borgogna di procurare gotta e renella.

Torchi degli Château du Clos de Vougeot, Château de Pommard, torchi dei duchi di Borgogna e del musée du vin de Beaune
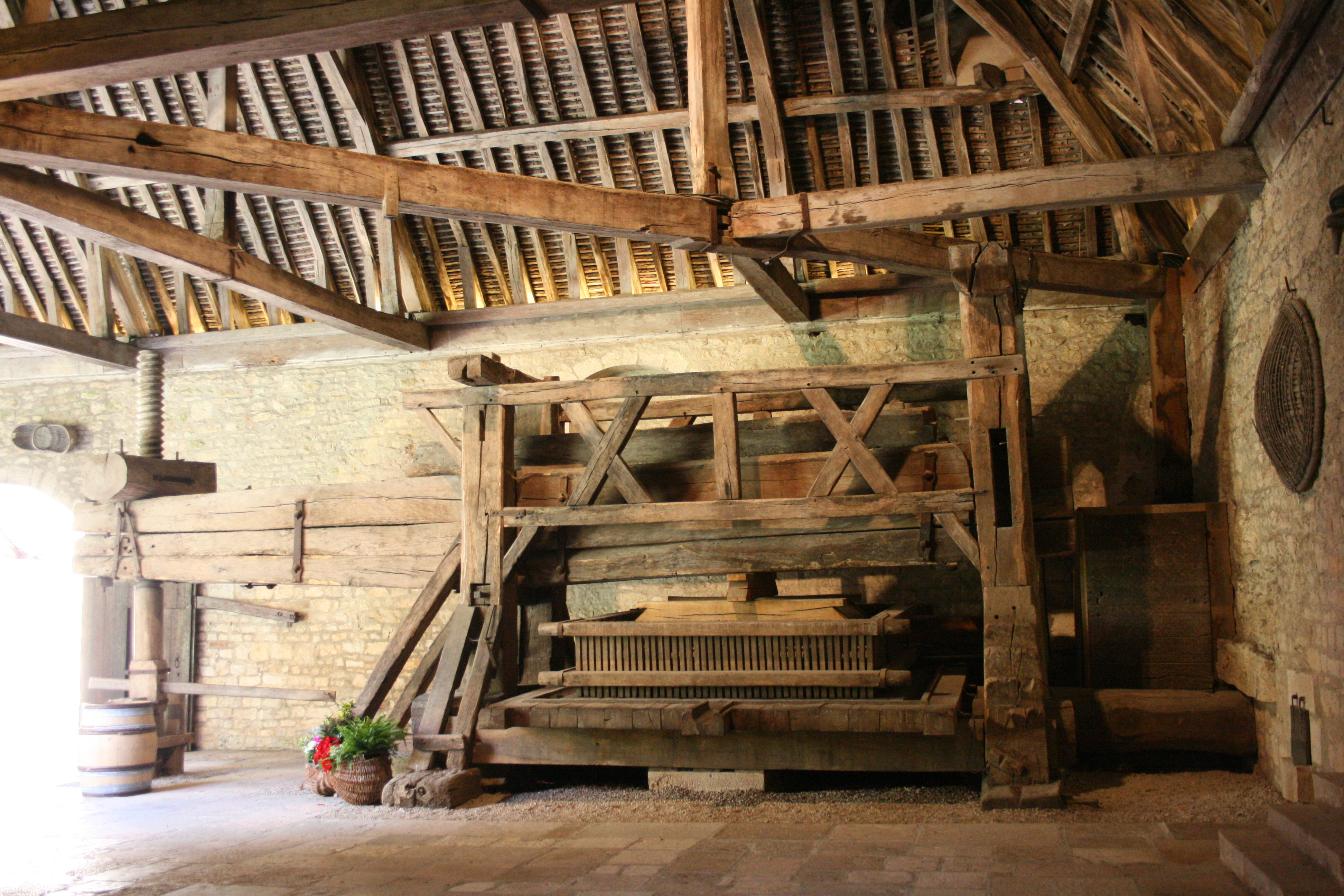
Torchio dello Château du Clos de Vougeot, XII secolo.
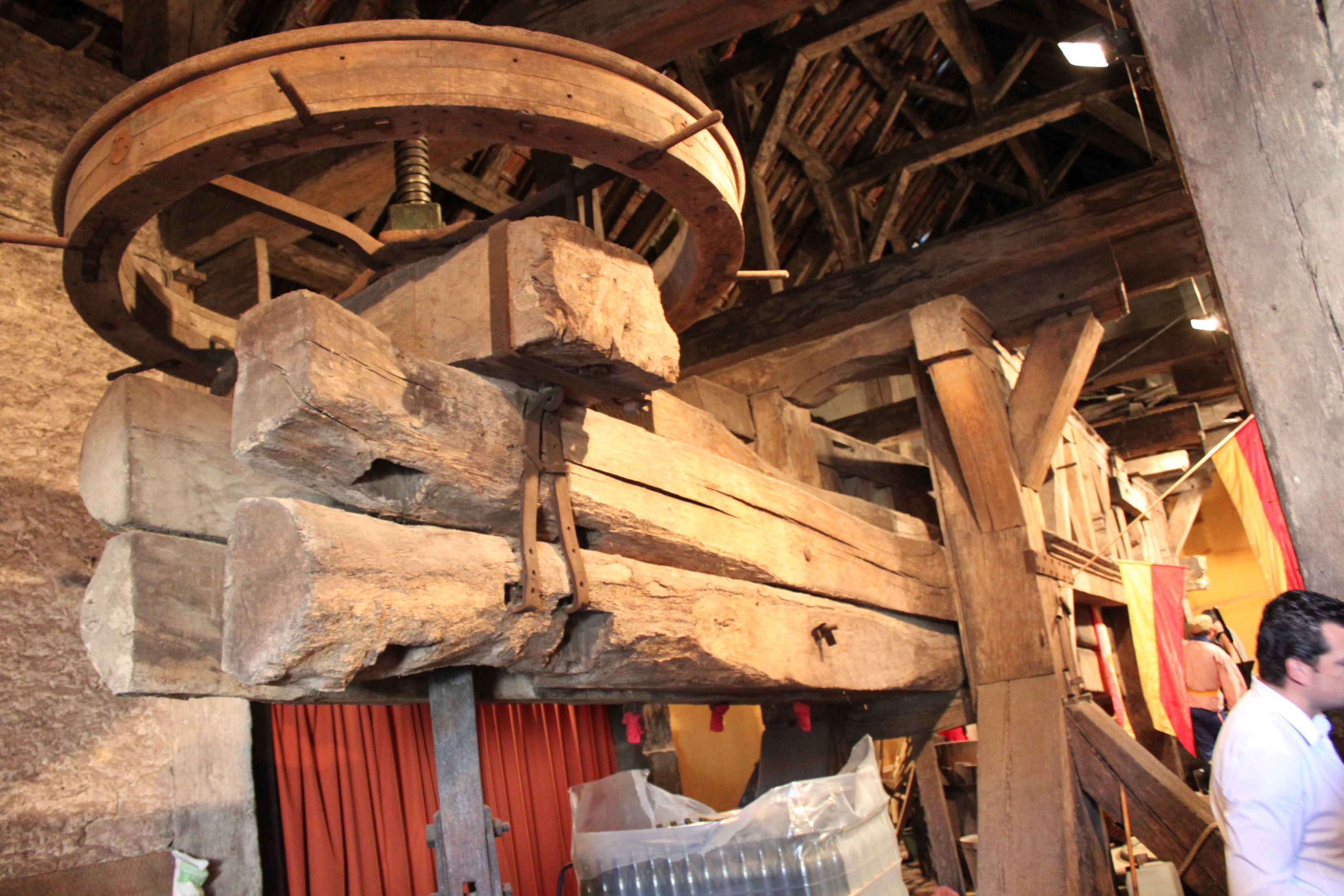
Torchio dei duchi di Borgogna, XV secolo.
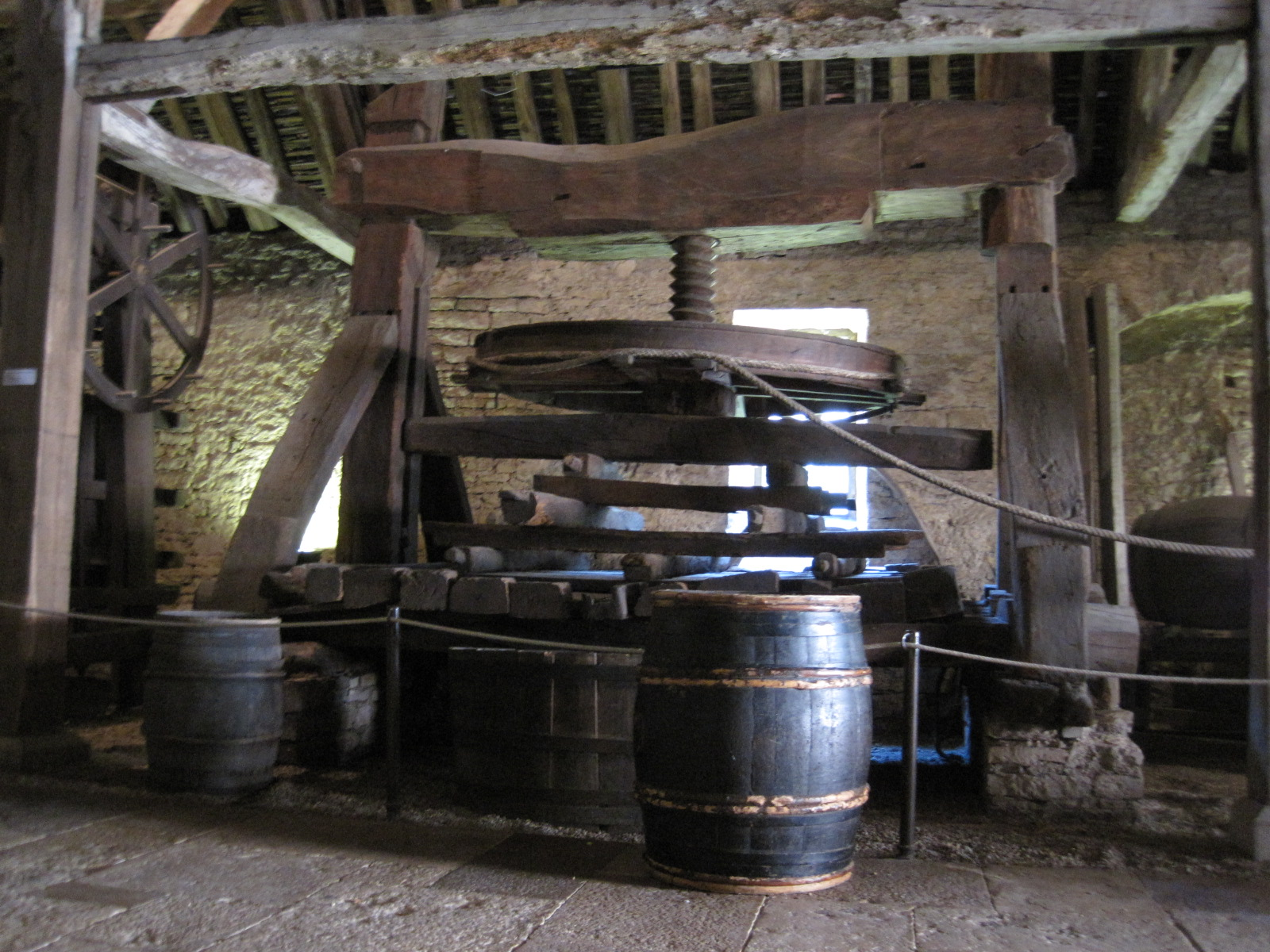
Torchio a ruota orizzontale e fune, XVI secolo
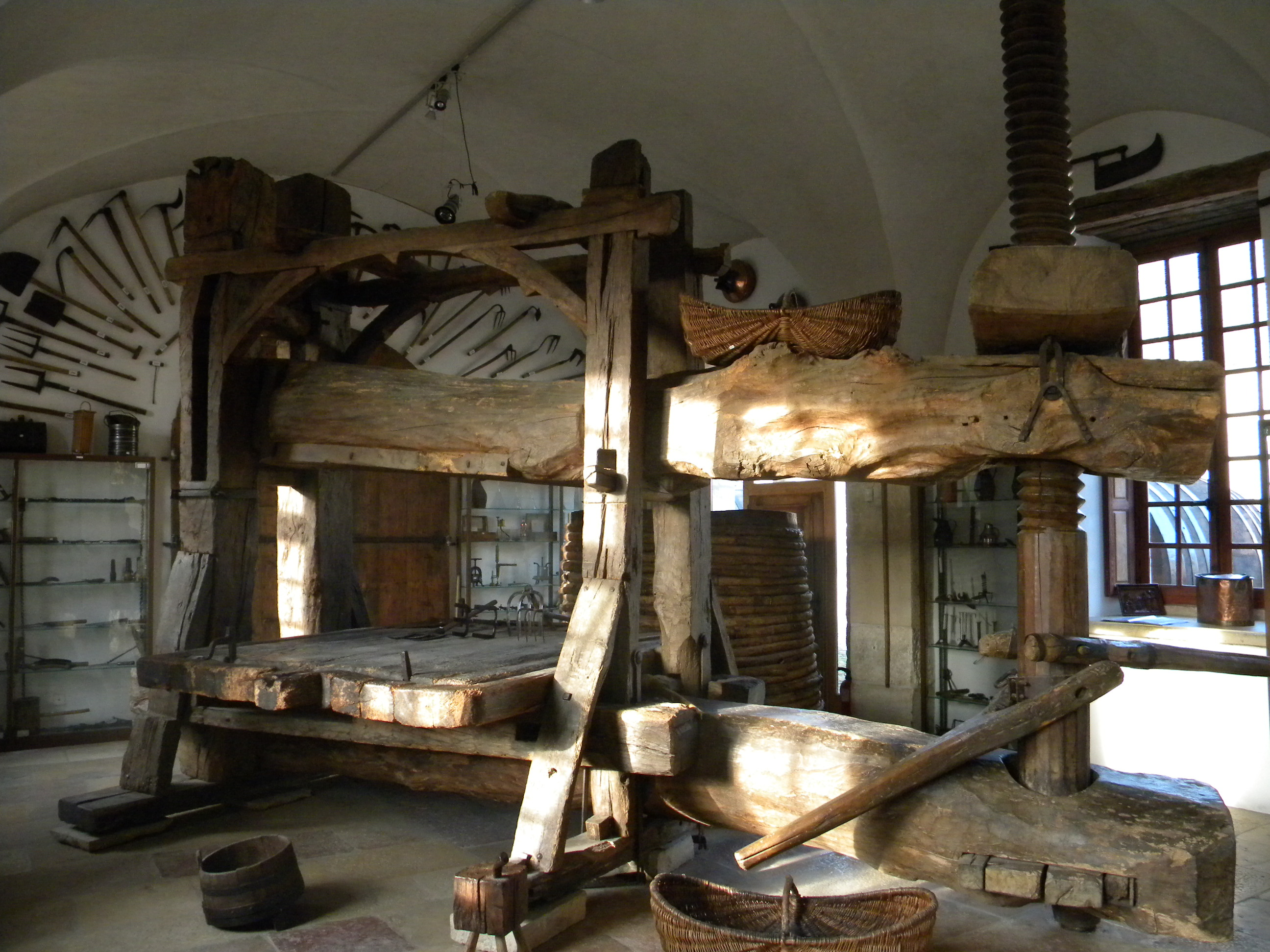
Torchio del Château de Pommard, XVII secolo
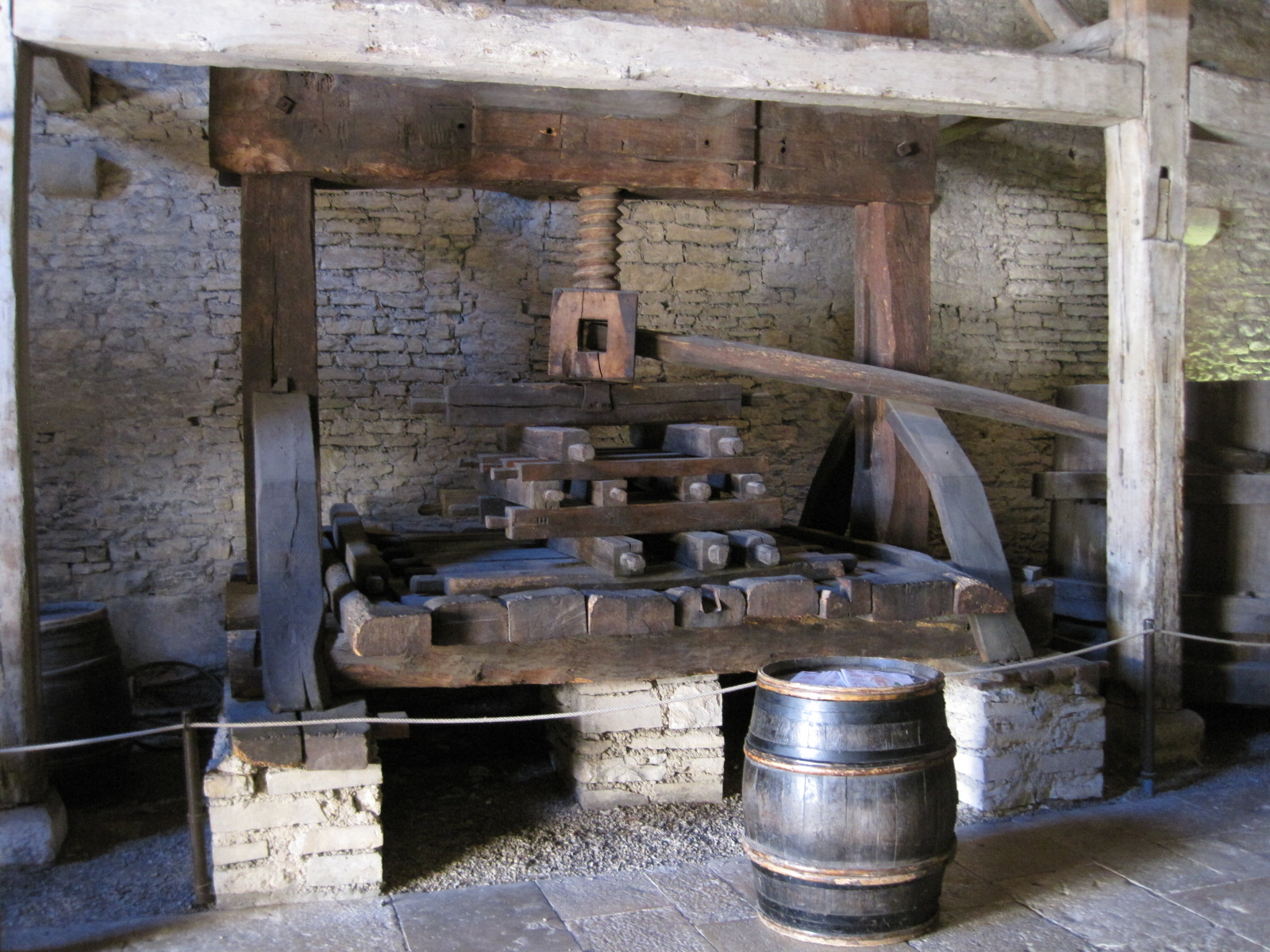
Torchio a vite in pietra, XVIII secolo
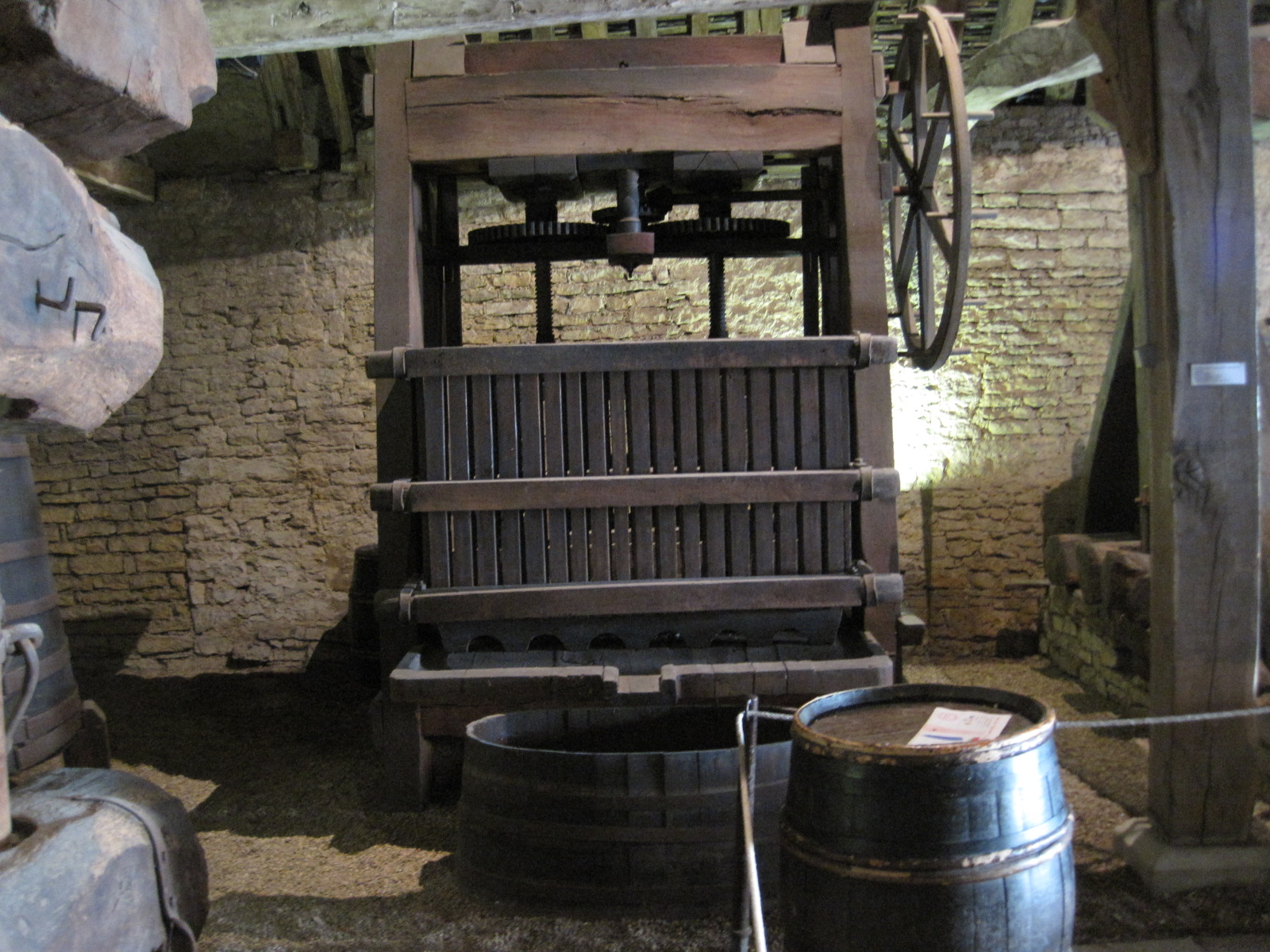
Torchio verticale a ruota laterale, XIX secolo
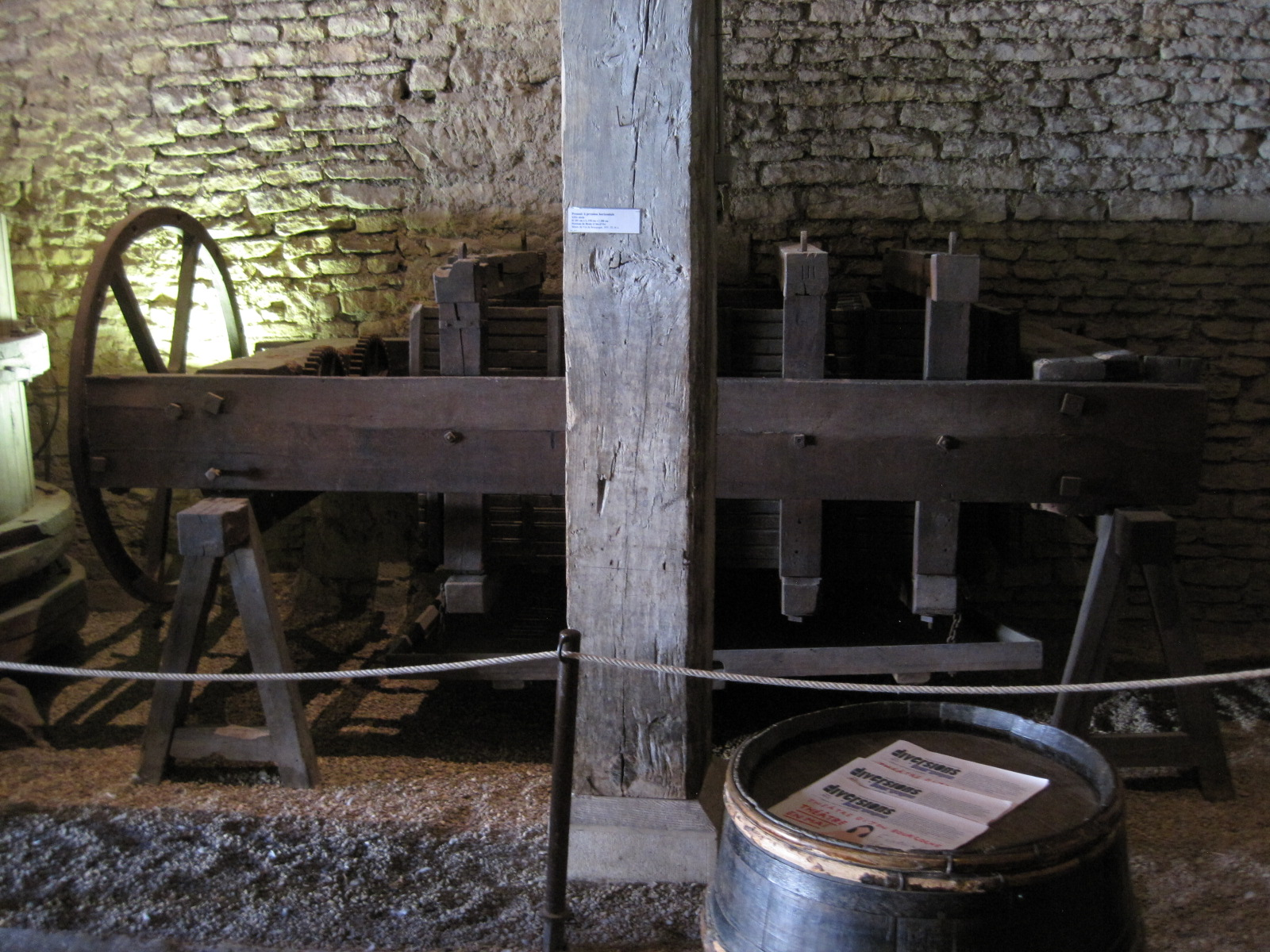
Torchio orizzontale, XIX secolo
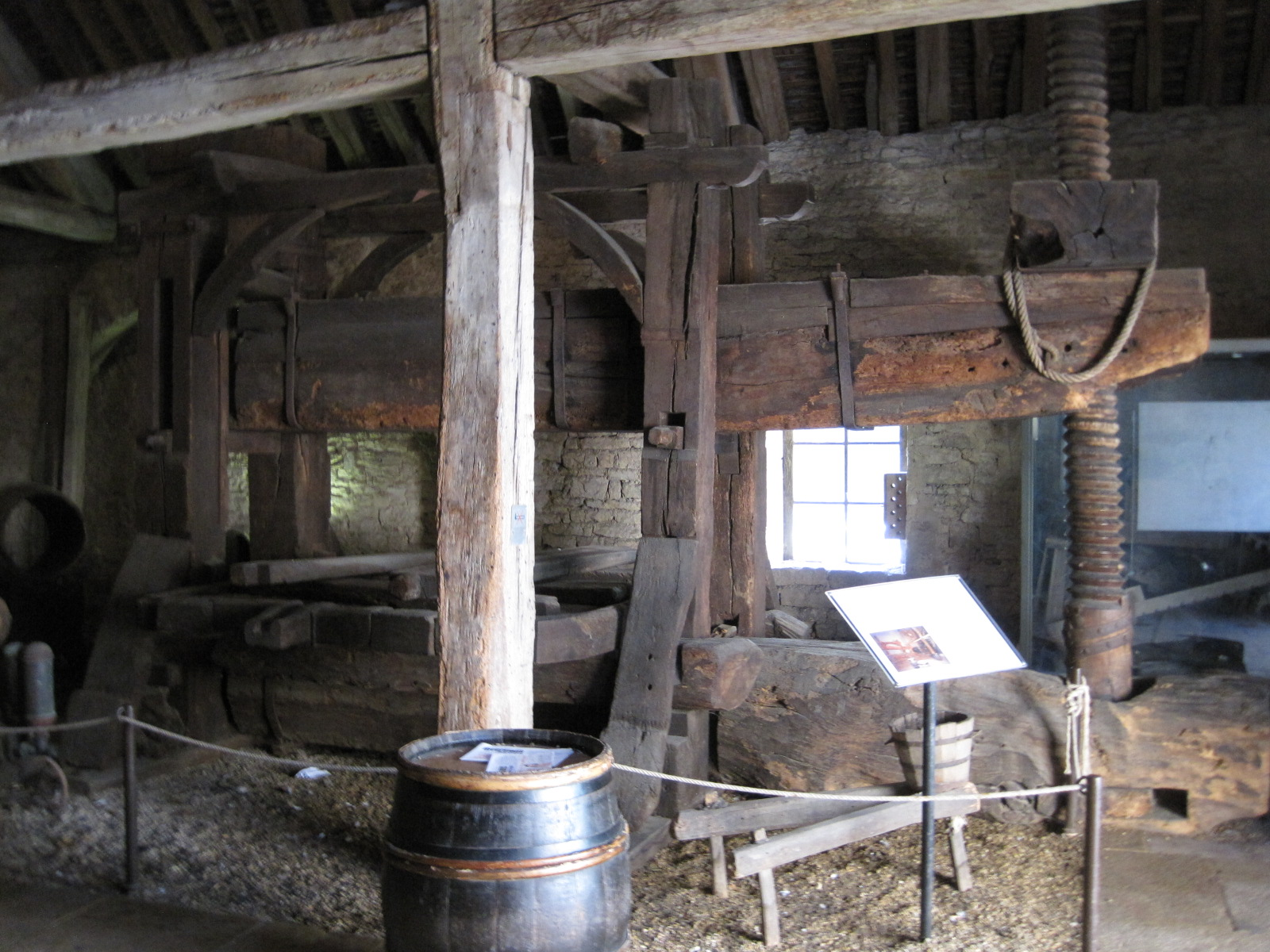
Torchio ad argano e vite, musée du vin de Bourgogne
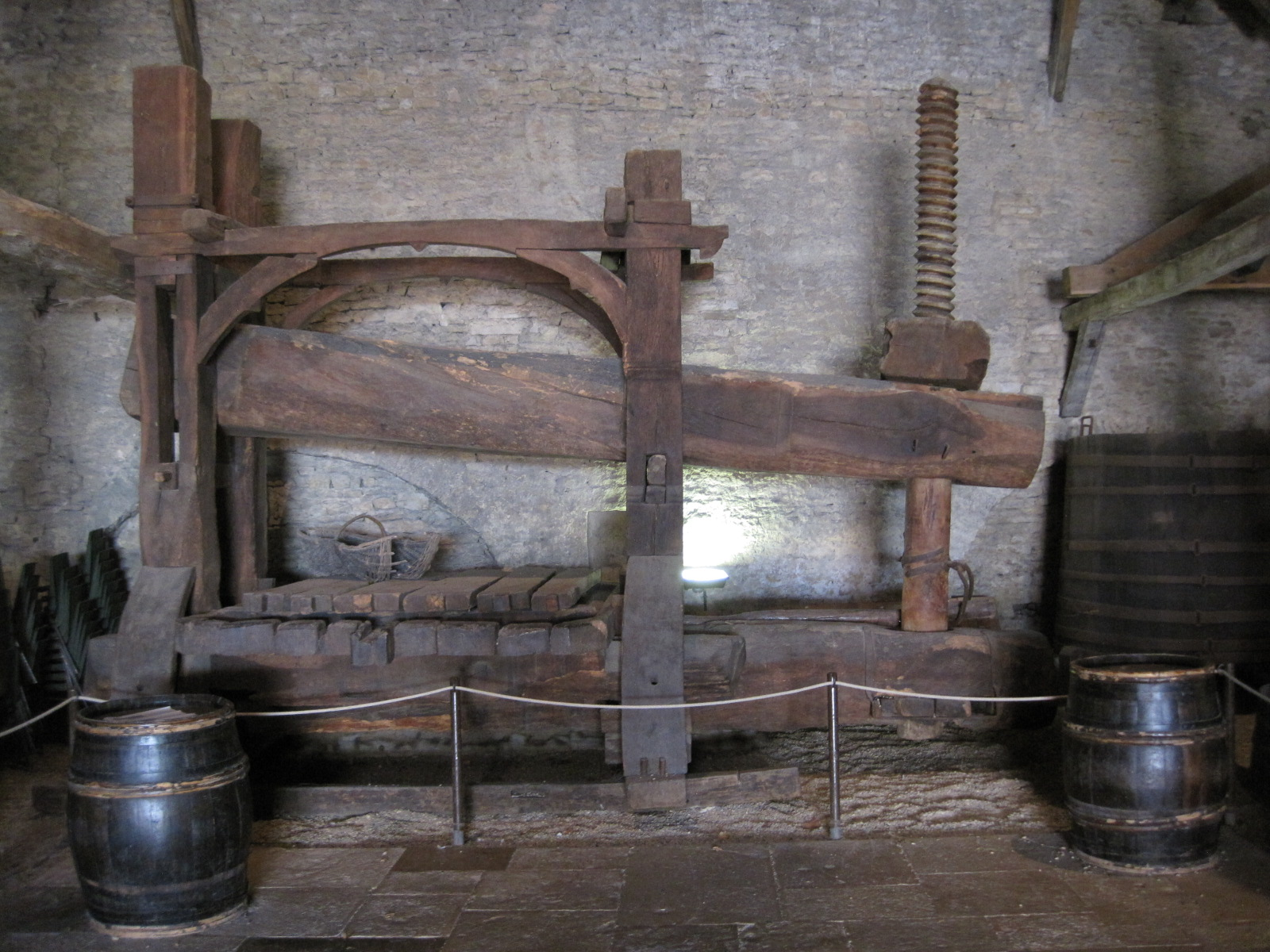
Torchio ad argano e vite, musée du vin de Bourgogne
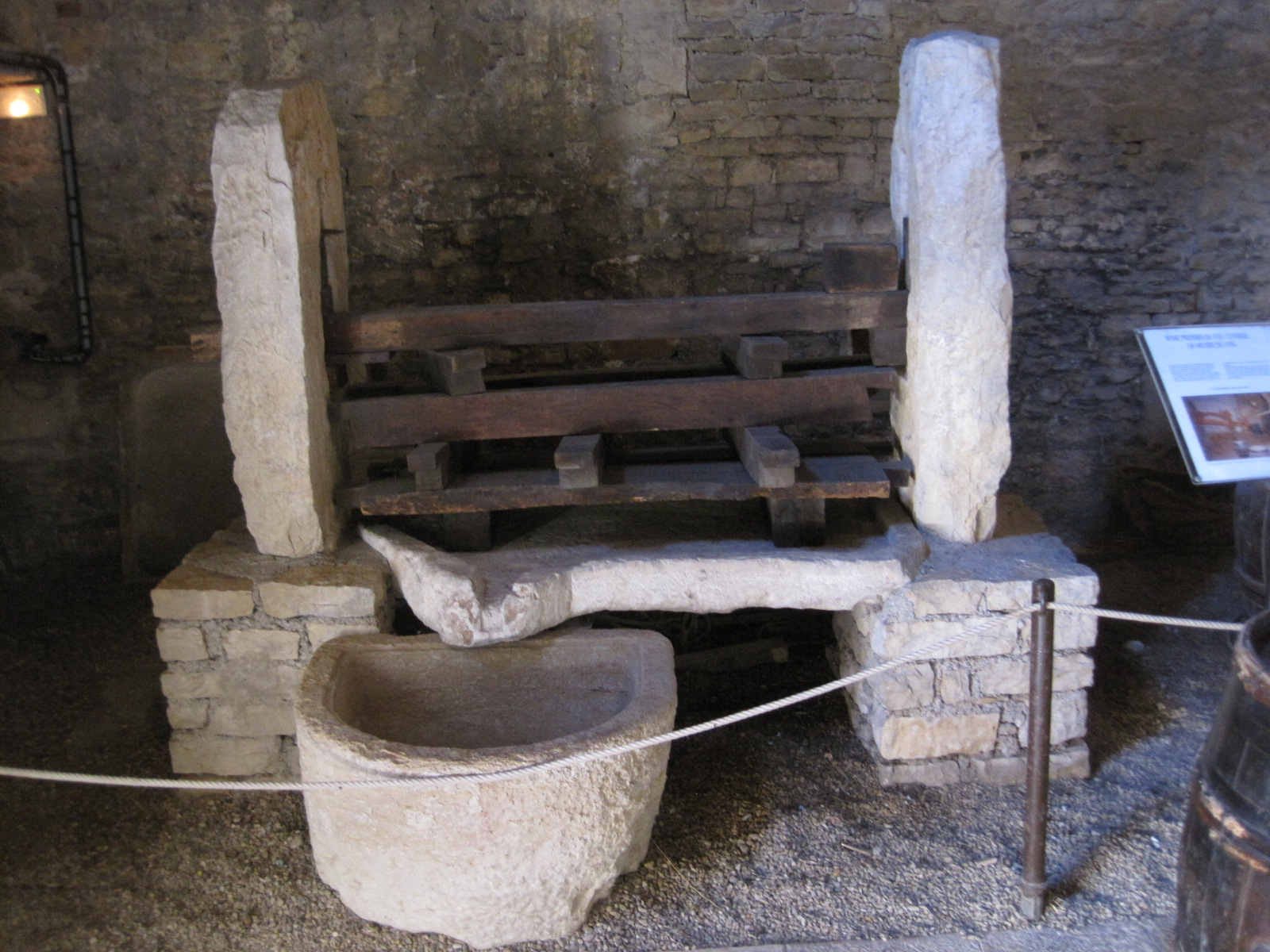
Torchio in pietra.
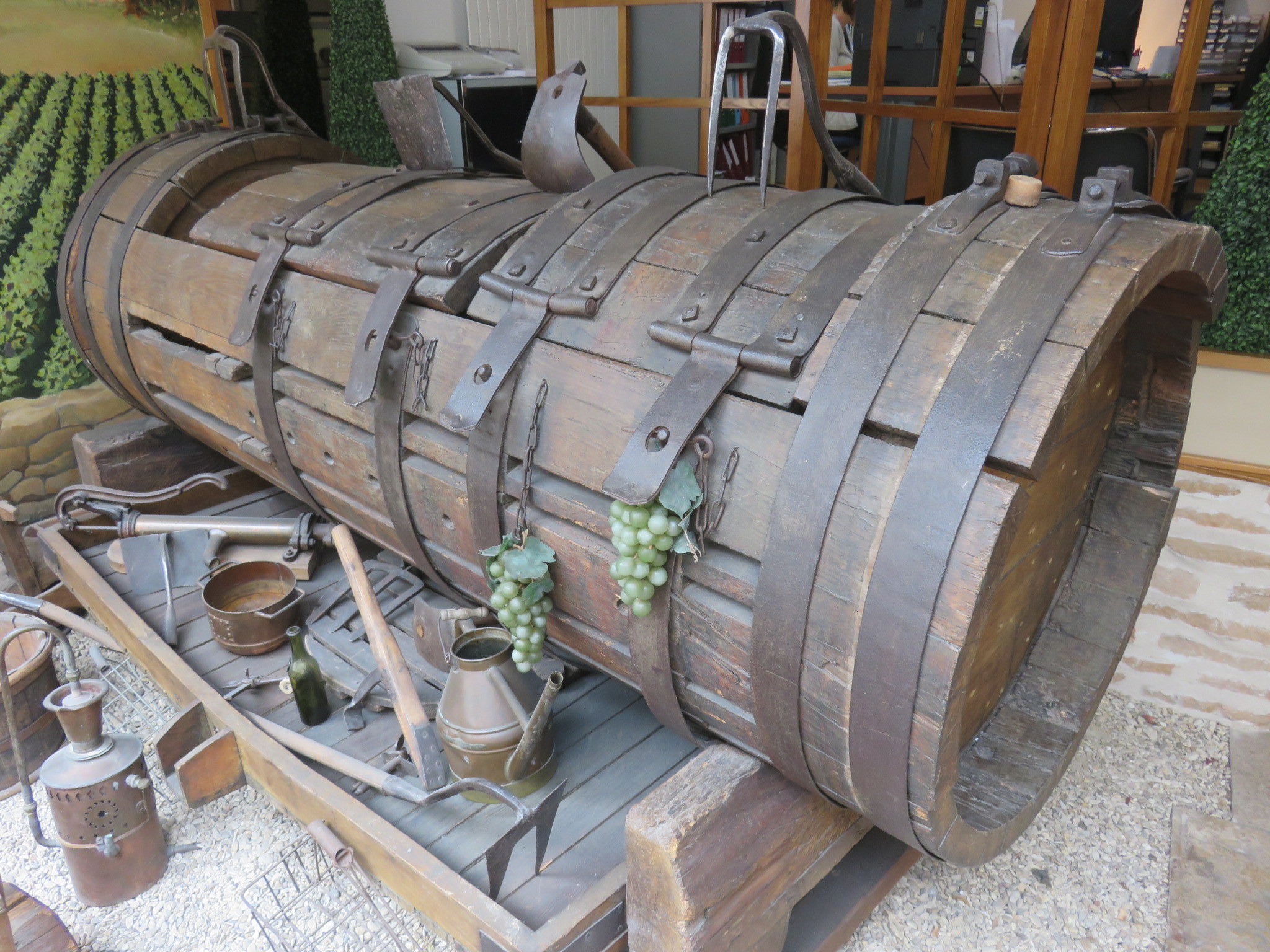
Antico torchio

Nel frattempo, nel 1719, era stata fondata a  Volnay la più antica società di mutuo soccorso, nota come “Saint-Vincent”, da Vincenzo di Saragozza al quale era stata dedicata, luogo dove "où croit le meilleur vin de Bourgogne" (veniva prodotto il miglior vino di Borgogna). I giorni di prosperità dei duchi di Borgogna erano finiti. Il titolo era portato solo da uno dei figli del re, ignaro del suo ducato. Inoltre, nel 1700, l'intendente Ferrand scrisse una "Memoria per l'istruzione del Duca di Borgogna" segnalandogli che in questa provincia i migliori vini provenivano dalle "vigne [che] si avvicinano a Nuits e Beaune". In questo stesso periodo vennero aperte sulle strade le prime botteghe per la commercializzazione del vino. All'inizio del XVIII secolo, arrivarono a Beaume i commercianti dall'altra parte del Reno. La ricca borghesia e i parlamentari investirono anche in Borgogna, rilevando i vigneti delle abbazie e dei monasteri ormai in declino.. Anche i principi reali fecero lo stesso. Nel 1760, Luigi Francesco di Borbone-Conti acquisì un piccolo vigneto dell'abbazia di Saint-Vivant a Vosne-Romanée, che si chiamava "La Romanée".
Durante la Rivoluzione, nel 1789, gli venne confiscato per diventare un bene nazionale. Venduto alla borghesia borgognona, venne ribattezzato “Romanée-Conti (AOC)". I vigneti confiscati alla nobiltà e al clero e acquisiti da ricchi commercianti videro quindi migliorare la qualità dei vini.. La frammentazione di questi vigneti, dovuta principalmente alla geologia, è stata una delle cause principali. Un unico "climat" produceva un solo tipo di vino.

### Periodo contemporaneo

#### XIX secolo

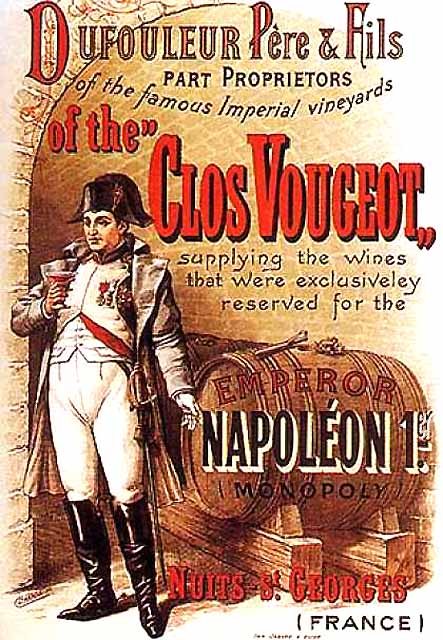
L'imperatore Napoleone Bonaparte sull'etichetta dello Château du Clos de Vougeot.

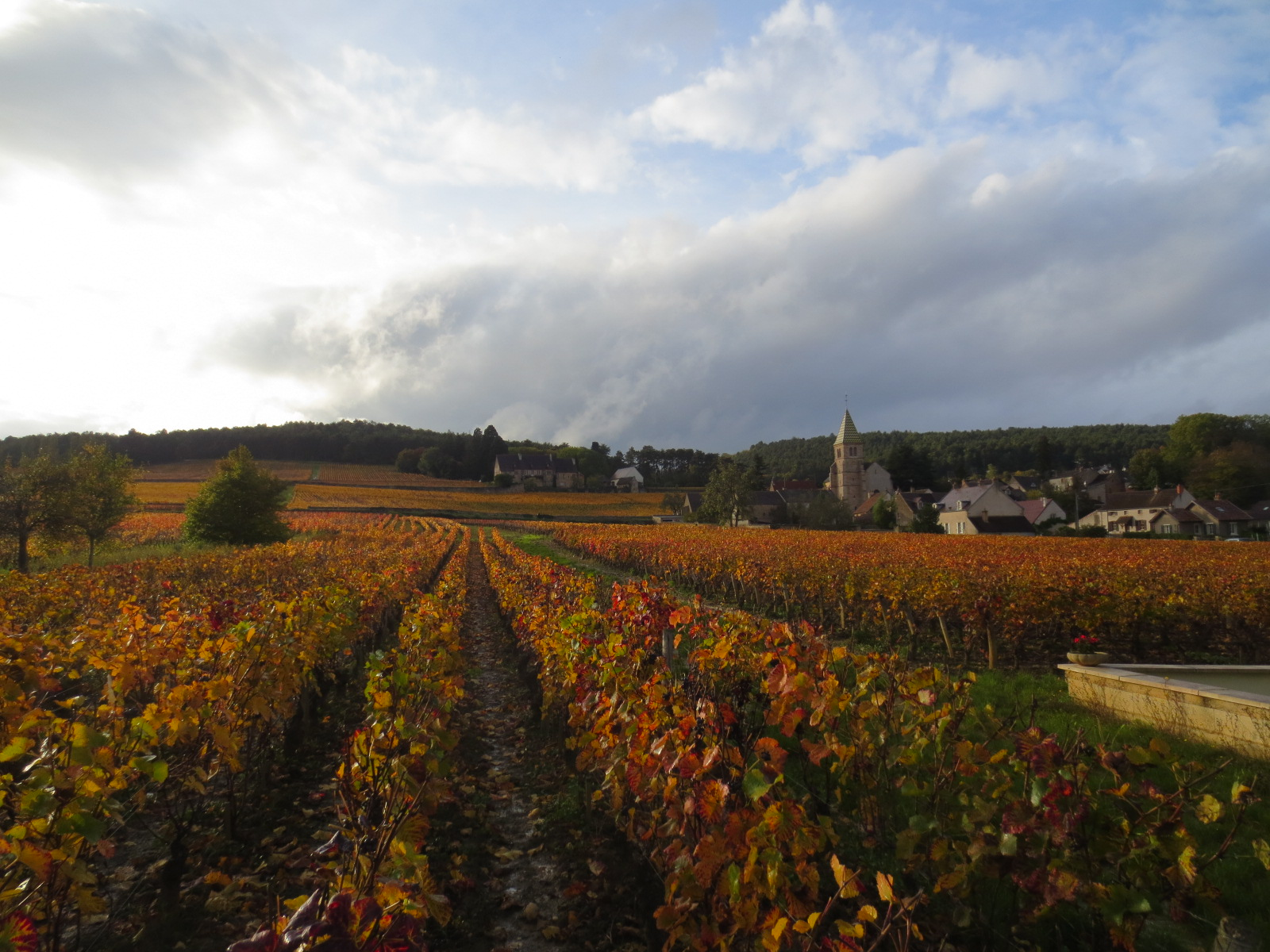
Clos Napoléon e musée et Parc Noisot a Fixin.

Durante l'epoca napoleonica, questo processo accelerò poiché la legislazione regolò la distribuzione dei vigneti. La proprietà venne divisa tra i diversi eredi di una tenuta, facendo sì che gli appezzamenti di ciascun proprietario diventassero sempre più piccoli.. Il vino preferito da Napoleone era il Chambertin; questa predilezione risaliva probabilmente all'epoca in cui, da giovane ufficiale di artiglieria, trascorse un periodo in Côte-d'Or, ad Auxonne. Iniziarono quindi a essere pubblicati libri e lavori cartografici, a seguito di studi precedenti. I più noti furono quelli di C. Arnoux, Dissertation sur la situation de la Bourgogne et des vins qu'elle produit, pubblicato a Londra nel 1720 e una Description du gouvernement de Bourgogne. Ciò portò a una buona conoscenza delle annate e consentì l'inizio della prioritizzazione dei migliori terroir della Borgogna all'inizio del XIX secolo.
Nei decenni 1830-1840, la falena attaccò le foglie della vite. Seguì la malattia fungina, la muffa. Nonostante questi due problemi, la viticoltura della Borgogna si riprese, anche se ci volle uno sviluppo economico ancora più vigoroso con la creazione, nel 1851, della linea ferroviaria tra Parigi e Digione. Nello stesso anno gli "hospices de Beaune" organizzarono la loro prima vendita all'asta. Nel 1861, il Comitato dell'Agricoltura di Beaune fece realizzare un "Piano statistico dei vigneti che producono i grandi vini della Borgogna". Questo primo tentativo di classificazione dei vini doveva essere presentato all'Esposizione universale del 1862 e il suo scopo era quello di "dare alle transazioni sui vini serie garanzie riguardo alla provenienza della cosa venduta". Il millesimato 1865 diede vini con contenuto zuccherino naturale molto elevato e vendemmia abbastanza precoce.

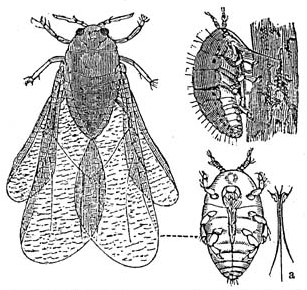
La fillossera.

Fu in questo contesto che sorsero due nuove piaghe della vite. La prima era la muffa, un'altra malattia fungina, mentre la seconda era la fillossera. Questo insetto trivellatore d'America danneggiò gravemente i vigneti della Borgogna. La sua presenza fu scoperta e osservata a Mancey il 15 giugno 1875, quindi a Meursault, 1l 17 luglio 1878, in località l'Ormeau, e il 23 luglio 1878 nell'orto botanico di Digione. Le contaminazioni risalivano al 1876 per Meursault e al 1877 per Digione. Le viti americane erano state introdotte di contrabbando dal 1885 e ufficialmente dal 12 luglio 1887. Tutte le "vecchie vigne francesi" dovettero essere sradicate per ripiantare quelle americane. Dopo molte ricerche, si scoprì che solo l'innesto avrebbe permesso alla vite di crescere in presenza di fillossera. Alcuni vigneti, come Romanée Conti, furono coltivati per lungo tempo "franc de pied", cioè senza portainnesto: il danno della fillossera veniva poi controllato mediante iniezioni di solfuro di carbonio nel suolo. Per quanto riguarda la muffa, causò un considerevole disastro nel 1910. Queste due devastazioni vitivinicole ebbero importanti conseguenze sociali, tanto più che la scarsità causò anche la frode: i vini locali vennero tagliati con quelli di altre regioni e alcuni commercianti si spinsero anche a produrre vini artificiali..

#### XX secolo
I viticoltori decisero di organizzarsi per combattere le frodi. Crearono la prima cantina sociale in Borgogna, "la Chablisienne" che venne fondata nel 1923. Fu fondata dall'abate Balitran, curato di Poinchy, e da un nucleo di viticoltori pionieri sotto forma di cooperativa vinicola.

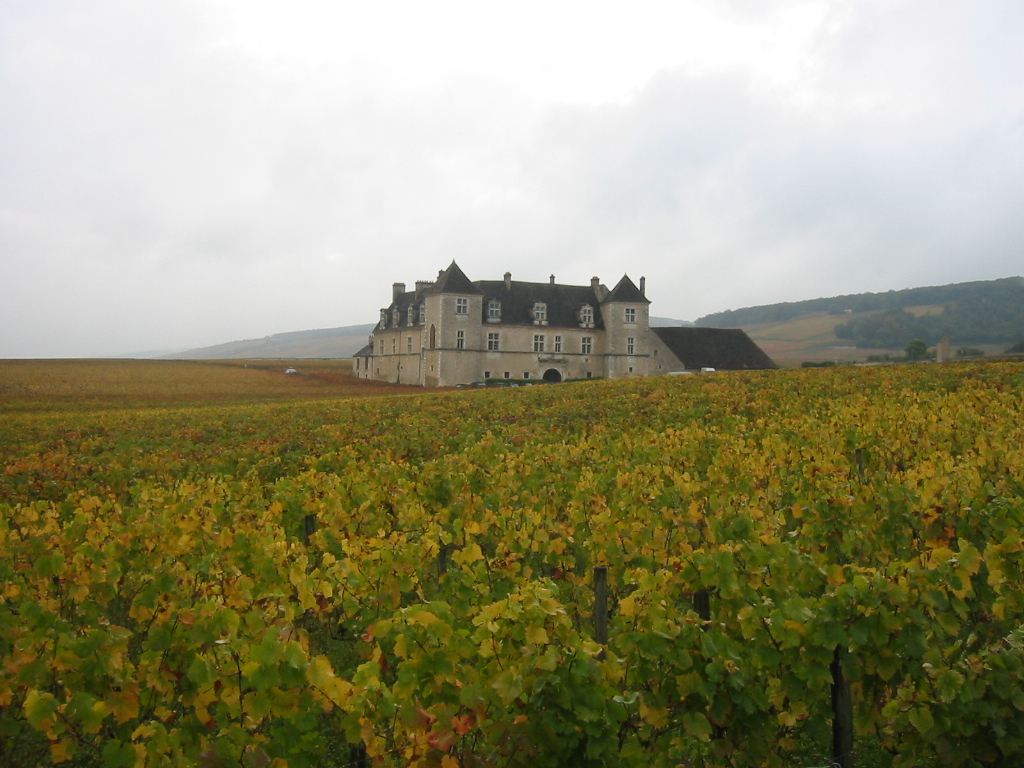
Lo château du Clos de Vougeot.

Allo stesso modo, alcuni proprietari-vendemmiatori della Côte-d'Or si rifiutarono, già nel 1930, di vendere il loro vino sfuso ai commercianti. Otto di loro crearono un consorzio per imbottigliare i propri vini. Presieduto dal marchese d'Angerville, proprietario a Volnay, questo gruppo aveva Henri Gouges, di Nuits-Saint-Georges, come segretario. Con l'aiuto di Raymond Baudoin, fondatore de La Revue du vin de France e dell'Académie du vin de France venne creato un deposito a Nuits-Saint-Georges. Il primo anno vendettero solo quattrocento bottiglie con tappi timbrati, ma dopo tre anni tornò la fiducia e la battaglia per l'autenticità era vinta. La Borgogna aveva viticoltori che producevano e imbottigliavano garantendo l'origine dei loro vini.. Potevano vantarsi di nuovo, ma le conseguenze della crisi del 1929 colpirono duramente l'economia del vino; così fu creata la Confraternita dei Cavalieri di Tastevin, nel 1934, da due viticoltori della Borgogna, Georges Faiveley e Camille Rodier. Lo scopo di questa confraternita era promuovere i grandi vini della Borgogna e si trasferì a Château du Clos de Vougeot nel 1945.

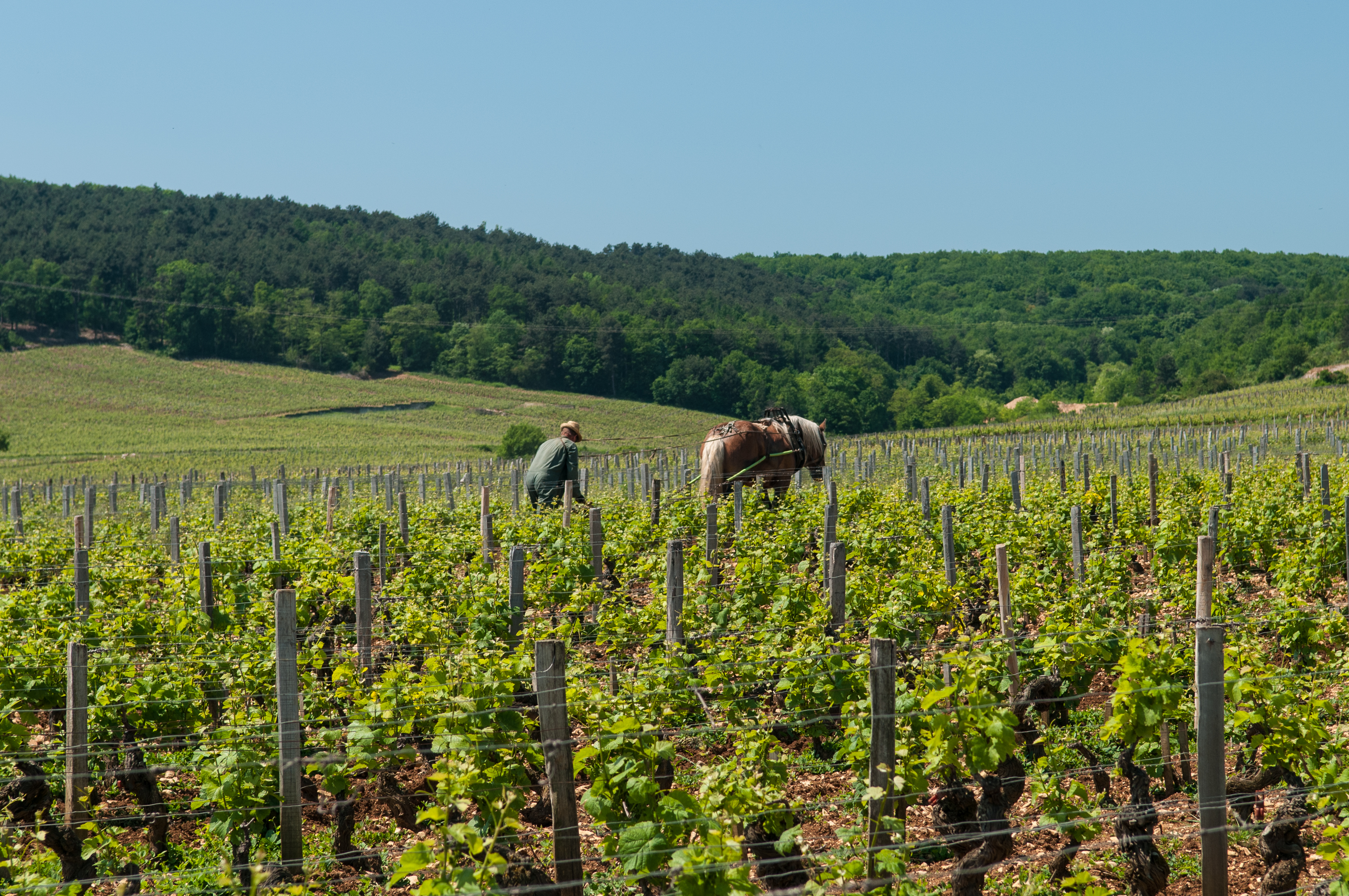
Aratura con il cavallo a Vosne-romanée (AOC)

Durante questo periodo, Henri Gouges si era associato, a livello nazionale (INAO), alla lotta guidata dal senatore Joseph Capus e dal barone Pierre Le Roy de Boiseaumarié che avrebbe portato alla creazione della Appellation d'origine contrôlée e divenne il braccio destro del barone presso l'Istituto nazionale di origine e qualità. I loro sforzi consentirono a diversi terroir della Borgogna di essere riconosciuti come (AOC) dall'INAO dal 1936. Il primo DOC della Borgogna ad essere riconosciuto è stato il Morey-saint-denis (AOC). Nel 1938, venne fondata la Fête de la Saint-Vincent tournante su iniziativa della Confrérie des chevaliers du tastevin, manifestazione che si svolgeva nell'ultimo fine settimana di gennaio. Fu solo alla vigilia della prima guerra mondiale che i vigneti della Borgogna ripresero il loro sviluppo. Durante la seconda guerra mondiale, la mancanza di manodopera e di prodotti di trasformazione (tra cui in particolare rame che è il principio attivo della poltiglia bordolese e della miscela di Borgogna) portò ad un ulteriore calo della produzione. Ciò non impedì, che nel 1943, fossero creati i primi cru.

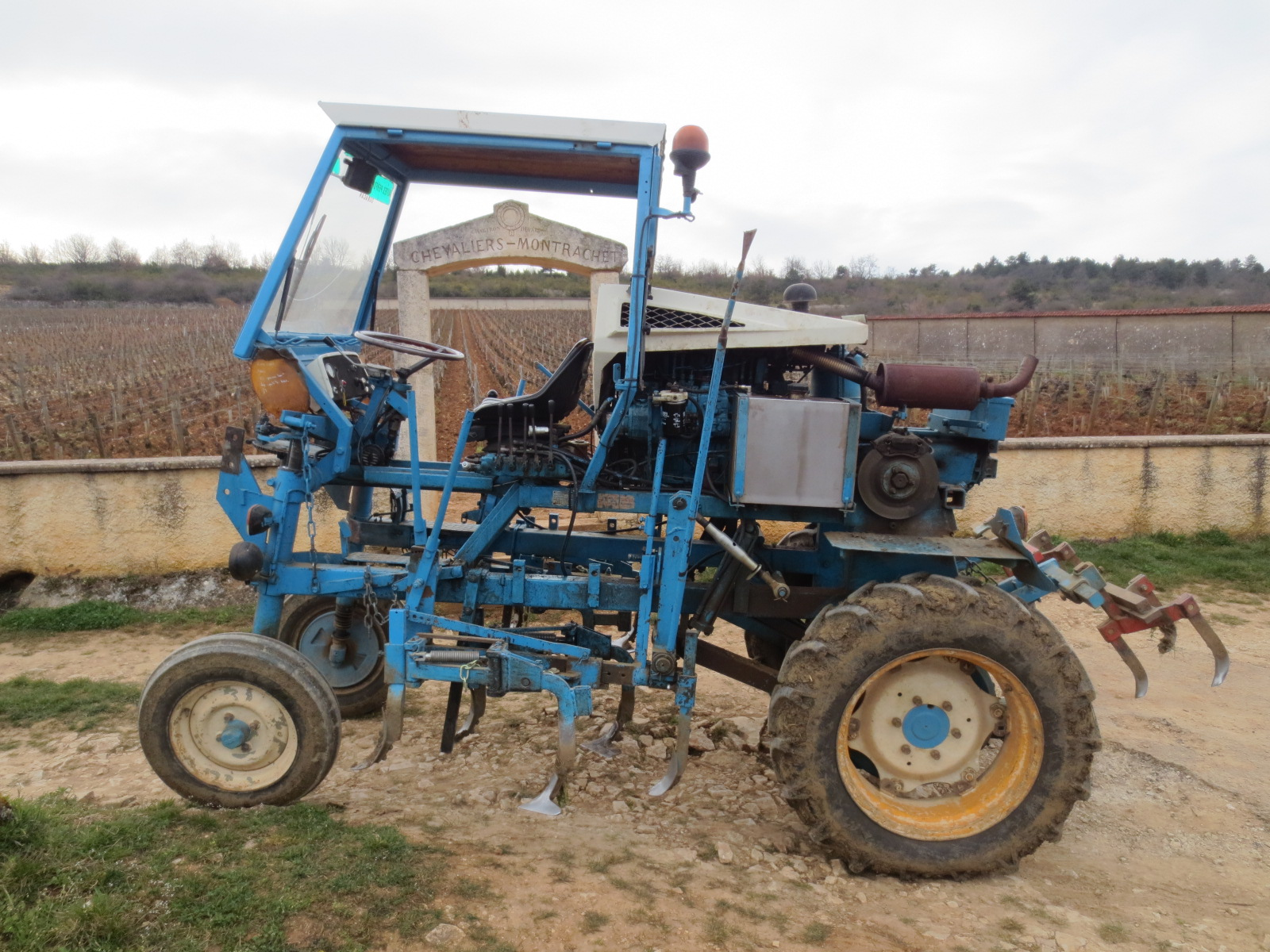
Un trattore del "clos" Chevalier-montrachet.

Nella seconda metà di XX secolo, furono create diverse confraternite del vino: Confrérie des Piliers Chablisiens (1953), Confrérie des Chevaliers du Cep Henry IV (1963), Confrérie des Trois Ceps (1965), Confrérie de la Saint-Vincent et disceples de la Chanteflûte (1971), Confrérie de Saint-Vincent de Mâcon (1971), Confrérie de Saint Vincent et des Grumeurs de Santenay (1989), Confrérie des Foudres Tonnerrois (1994) La comparsa dei trattori, negli anni 1960-1970 pose fine all'utilizzo dei cavalli. Alla fine degli anni 1970, la Borgogna contava circa 34.000 ettari coltivati ad AOC. Le tecniche nella viticoltura e nell'enologia si erano evolute negli ultimi 50 anni (vendemmia verde, tavolo di cernita, recipienti in acciaio inox, torchi elettrici e poi pneumatici etc.).

### XXI secolo
A seguito dell'ondata di caldo del 2003, la vendemmia in alcune tenute iniziò quell'anno a metà agosto, vale a dire un mese prima, con raccolti molto precoci che non si vedevano dal 1422 e dal 1865 secondo gli archivi.

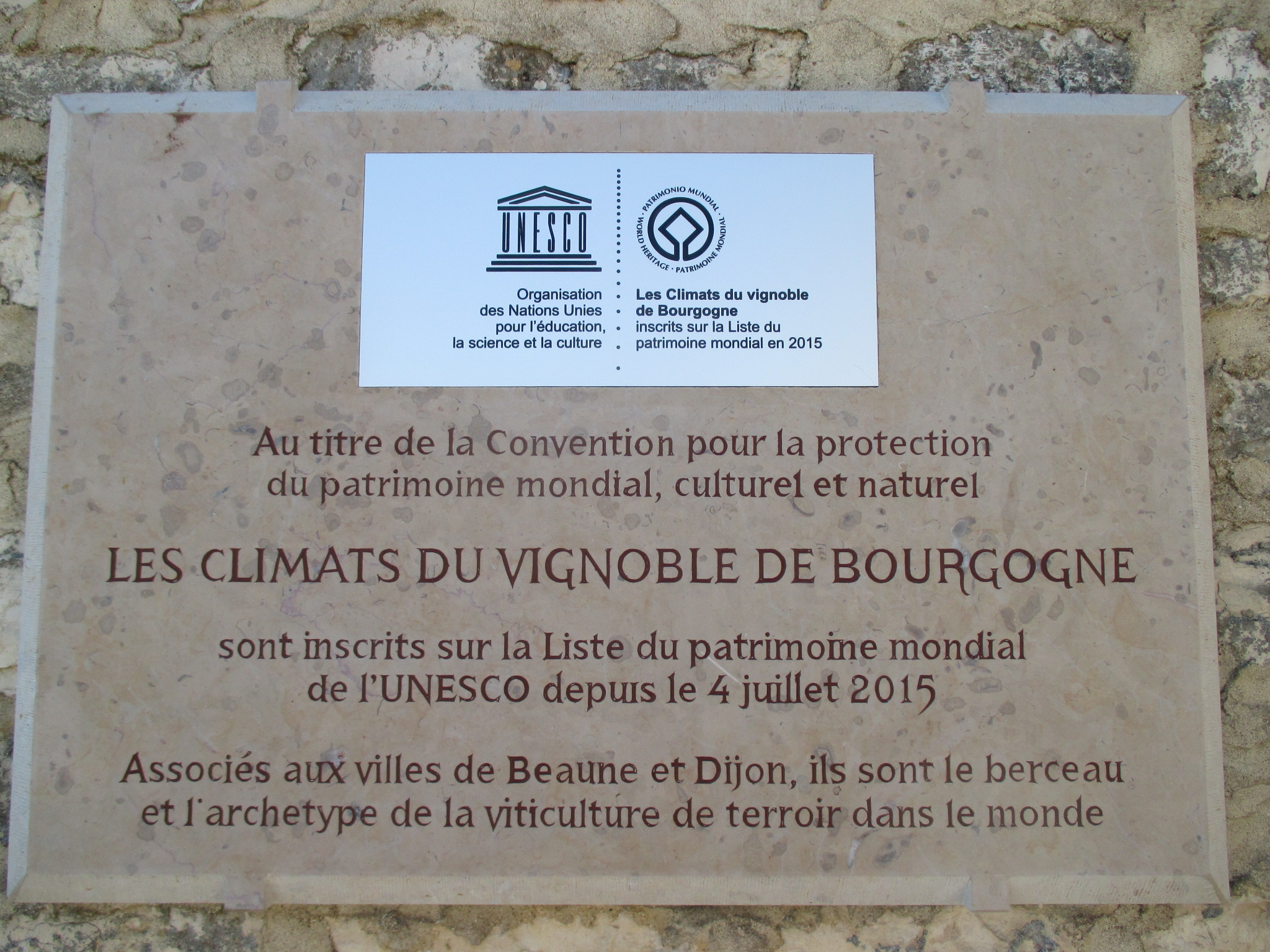
Targa dei "Climat du vignoble de Bourgogne", al Clos-de-vougeot

Nel 2012, venne proposta una candidatura al patrimonio dell'umanità dell'UNESCO per il riconoscimento dei "climat" dei vigneti di Borgogna. La procedura venne analizzata nel 2009 e il 4 luglio 2015 sono stati inseriti nella lista mondiale.
La notte dal 27 al 28 aprile 2016, la Borgogna è stata oggetto di una gelata: 7 000 ettari sono stati colpiti nella Côte d'Or (soprattutto la Côte de Beaune e specialmente il Puligny-montrachet (AOC) Grands crus e Premiers crus, il Chassagne-montrachet (AOC), il Meursault (AOC), il Saint-Aubin (AOC), il Chambolle-Musigny (AOC), il Marsannay (AOC) in Côte de Nuits), 1 500 ettari nella nell'Yonne e 300 ettari nella Saona e Loira.